# Ingenuity
Ingenuity («Индженьюити»; с англ. — «Изобретательность») — беспилотный роботизированный вертолёт НАСА, осуществивший 19 апреля 2021 года первый в истории полёт на Марсе на собственном двигателе, предназначенном для многократных полётов в атмосфере другого небесного тела. Доставлен на Марс 18 февраля 2021 года экспедицией «Марс-2020» вместе с марсоходом Perseverance; окончательно выгружен на поверхность планеты 3 апреля 2021 года. Имя Ingenuity получил в апреле 2020 года. На этапе разработки назывался Mars Helicopter, Mars Helicopter Scout, а его инженерные модели для испытаний на Земле — Earth Copter; неофициально — Terry и Wendy.
Ключевая роль в создании механической основы аппарата (двигатели, винты, фюзеляж, шасси) принадлежит компании AeroVironment, которая сконструировала и построила его в 2013—2018 годах по заказу НАСА. Со своей стороны, Лаборатория реактивного движения (JPL) разработала авионику, написала программы и подобрала сенсоры для закупки в розничной сети COTS. Принят в состав экспедиции «Марс-2020» 11 мая 2018 года в статусе «аппарат класса D для демонстрации технологий с целью подтверждения концепции».
На дату запуска НАСА вложило в проект 85 млн долларов США. Для продолжения полётов по завершении «демонстрации технологий» обоснование ассигнований было обновлено, и следующий этап эксплуатации назвали «демонстрация оперативных возможностей» использования вертолётов как вспомогательных средств, в частности, для доразведки трасс, уже намеченных для марсохода. C 30 апреля 2021 года финансирование Ingenuity регулярно возобновляется на ежемесячной основе; в последний раз его продлили в марте 2022 года ещё по меньшей мере на 6 месяцев.
25 января 2024 года НАСА сообщило о завершении миссии марсианского вертолёта после повреждения в ходе планового полёта.

## Описание конструкции аппарата
| Элементы                 | Габариты, мм  |
| ------------------------ | ------------- |
| Общая высота             | 490           |
| Фюзеляж (д, ш, в)        | 195×163×136   |
| в том числе платформа    | ~190×~160×~30 |
| Клиренс                  | ~130          |
| Длина стойки шасси       | 384           |
| Панель солнечной батареи | 425×165       |

Несущим элементом конструкции аппарата является мачта, на которой укреплены панель солнечных батарей размером 425×165 мм, колонка соосных винтов (диаметр лопастей 1210 мм) и крестообразная платформа, снизу которой подвешен фюзеляж в форме параллелепипеда размером 195×163×136 мм. К верхним углам каркаса подведены раскосые стойки шасси.
На середину нижнего ребра передней грани фюзеляжа выведена обзорная камера RTE. В обтянутом термозащитной плёнкой «тёплом отсеке» фюзеляжа HWEB размещена авионика. Стойки шасси сопряжены с каркасом через амортизаторы. При наклоне ~45° опоры стойки охватывают квадрат примерно 60×60 см и обеспечивают под днищем фюзеляжа просвет около 13 см.
Средства инерциальной навигации в полёте не обеспечивают достаточную точность измерений, и пройденный маршрут реконструируют на Земле по полётным фотографиям. Местоположение тени вертолёта в кадре, её размеры и форма позволяют приблизительно определить ориентацию аппарата в пространстве в момент съёмки. Солнечная панель (её габариты примерно такие же, как у клавиатуры настольного компьютера) смонтирована вдоль продольной оси вертолёта и самых длинных граней его фюзеляжа. Если она видится на кадре, как самый широкий после лопастей элемент общего контура аппарата, это означает, что вертолёт развёрнут к объективу одним из бортов. Панель, «передняя» и «задняя» грани фюзеляжа примерно равны по ширине, и в проекции фюзеляж перекрываются. На снимках же тень панели сдвигается относительно тени фюзеляжа в зависимости от угла освещения и общего наклона корпуса вертолёта к плоскости грунта. «Передняя» и «задняя» стороны фюзеляжа различаются по «башмачкам» стоек: у задней и правой передней они одинаковы и имеют форму копытец, а левый передний имеет кольцеобразное завершение, верхняя часть которого попадает на левый край фотографий камеры RTE. Антенна на панели солнечной батареи смещена по продольной оси вертолёта от центра мачты к «хвосту», то есть в сторону, противоположную «колечку» на левой передней стойке шасси.
Вертолёт соосной схемы аэродинамически симметричен и может с равным успехом двигаться любой стороной фюзеляжа вперёд. Первая проба движения «боком вперёд» с одновременной съёмкой на цветную камеру была сделана в 6-м рейсе; в 11-м вертолёт развернулся на 180° и весь путь прошёл «задним ходом», а в режиме облёта по многозвенной трассе Ingenuity доставил фотоматериалы из 10-го и 26-го рейсов.

## Особенности полётов на Марсе

### Основные природные факторы
| Параметр                 | Единицы измерения | Земля (N2 + O2) | Марс (N2 + CO2) |
| ------------------------ | ----------------- | --------------- | --------------- |
| Плотность атмосферы, ρ   | кг/м³             | 1,225           | 0,017           |
| Средняя температура, T   | ℃                 |                 |                 |
| Динамическая вязкость, μ | Ns/м²             | 0,0000175       | 0,0000113       |
| Скорость звука, α        | м/с               | 340,3           | 233,1           |

Все небесные тела, окружённые газовой оболочкой, имеют единую физическую предпосылку воздухоплавания — закон Бернулли о подъёмной силе, препятствующей свободному падению движущегося летательного аппарата. Возможность её реализации на каждом небесном теле зависит от характеристик его воздушной среды и силы тяжести, которую предстоит преодолеть. Для Земли и Марса эти параметры таковы:
Сезонная динамика состояния атмосферы в кратере Езеро
Различны и критерии подобия, используемые в таких противопоставлениях: число Маха (M) и число Рейнольдса. Существенно влияют на подъёмную силу давление, плотность и вязкость атмосферы. Давление растёт на протяжении ночи. Достигнув предутреннего максимума, с восходом Солнца и нагревом воздуха оно начинает падать до наступления сумерек. Амплитуда его суточных колебаний в начале 300-х солов составляла 700÷780 Па. Для взлёта Ingenuity необходимо 20-30 % превышения тягового усилия над взлётным весом. В первые месяцы плотность воздуха 0,0145 кг/м³ обеспечивала 30 %. При падении плотности до 0,012 кг/м³ прирост тяги снижается до 8 % и аппарат попадает в аэродинамический застой, когда наращивание оборотов уже не приводит к взлёту. С сентября 2021 по апрель 2022 года сезонное снижение плотности воздуха преодолевалось форсированием оборотов с 2537 до 2800 об./мин
На Марсе пылевые бури регулярно охватывают значительные области, а иногда (например, в 2001, 2007 и 2018 году) и всю планету. За марсианский год может подняться несколько региональных бурь, чаще всего осенью или зимой. На протяжении 2022-го земного года их было три, причём первая из них поднялась ещё до окончания лета. Осень на Марсе наступила 24 февраля 2022 года, а уже в первые дни января пыль окутала Сырт — область, которой принадлежит Езеро. Атмосферное давление упало на 7 % (запылённый воздух прогревается быстрее), а энергоотдача солнечной панели — на 18 %. В результате 19-й рейс был отложен «по неблагоприятным метеоусловиям» (англ. inclement weather): привычная на Земле формулировка была впервые вписана в журнал инопланетных полётов.
По мере похолодания расход энергии на обогрев рос, а её поступление от солнечных батарей падало из-за снижения инсоляции и особенно при пылевых бурях. На пике зимних холодов заложенный на первые полёты 30 % резерв энергии исчерпался. По совокупности этих факторов время старта менялось от сезона к сезону. При планировании экспедиции стартовать предполагали в 11 часов местного времени при плотности 0,016÷0,0175 кг/м³. По прибытии на Марс время стартов было сдвинуто на 1÷1,5 часа вперёд, и вплоть до февраля 2022 года Ingenuity обычно взлетал после полудня. С марта 2022 года в порядке дальнейшей оптимизации графика подзарядки старты перенесли на 10 часов утра, а в августе на 16 часов.

### Управление аппаратом и навигация на Марсе
Пока проблема высадки человека на другие планеты не решена, работа с доставленными туда аппаратами возможна только в режиме программируемого дистанционного управления. Выслав планетоходу (планетолёту) программу его движения, Земля получает отчётную телеметрию с задержкой, продолжительность которой зависит от удалённости планеты. Значительный эксцентриситет орбиты Марса (ε=0,094 по сравнению с ε=0,017 у Земли) отражается в сильном разбросе показателей времени прохождения сигнала, которое при максимальном удалении планет (2,63 а. е. или более 400 млн км) может достигать 22 минут.
Когда Солнце оказывается между планетами (в конфигурации так называемого «верхнего соединения»), солнечная корона создаёт непреодолимые помехи радиообмену. На эти периоды НАСА устанавливает мораторий на передачу любых команд своим аппаратам на Марсе и на орбитах вокруг него. В соединение 2013 года мораторий продолжался с 4 апреля по 1 мая для марсоходов и с 9 по 26 апреля для спутников MRO и «Марс Одиссей». Для Curiosity, этого «старшего брата» Perseverance, мораторий начался на 240-й сол его экспедиции.
Соединение 2021 года произошло 8 октября в 03:35 UTC (06:35 московского времени). На этот раз НАСА сократило мораторий до 12 дней, между 2 и 14 октября, когда азимут Марса по Солнцу был менее 2°, а для экспедиции Марс-2020 назначило интервал между 28 сентября и 17 октября (217—235 солы). Работа аппаратов экспедиции Марс-2020 в автономном режиме прошла без сбоев. Раз в неделю Perseverance принимал от Ingenuity телеметрию, а по завершении моратория её ретранслировали на Землю. Марсоход возобновил движение на 237-й сол, а вертолёт, проведя в 236—240 солы прокрутки винтов в форсированном режиме, осуществил в 241-й сол пробный 14-й полёт-подскок.
Воздушная навигация необходима на других планетах в полном наборе инструментов определения навигационных элементов (высота, скорость курс и т. п.) и приёмов коррекции маршрута. Однако «земные» способы определения местоположения воздушного судна в пространстве для Марса не подходят: слабость и неустойчивость магнитного поля не позволяет использовать компас, а обычные гироскопические приборы и средства ориентации по Солнцу превышают грузоподъёмность марсолёта. Метеосводки JPL получает от бортовой метеостанции Perseverance MEDA. Большинство рейсов Ingenuity проходили при ветрах 4-6 м/с; по косвенным данным об осцилляциях в полёте сила ветра возрастает с высотой.
Полётная программа вертолёта опирается исключительно на показания датчиков инерциальной навигации и визуальной одометрии. Перед взлётом оба акселерометра Bosch проходят калибровку: трёхосевой инклинометр Murata сообщает текущий наклон днища фюзеляжа к идеальной поверхности, чтобы выстроить истинную вертикаль для всего полёта. В полёте крен и тангаж выводятся пересчётом данных по ускорениям от акселерометров; — «это разновидность счисления места при навигации, когда расстояние измеряется пройденными шагами». Низкая точность устройств инерциальной навигации на микроэлектромеханических схемах (MEMS) требует производить пересчёт для сброса накапливающихся ошибок.
Нюанс привязки к вертикали для такой корректировки состоит в том, что лидар может создавать независимую систему координат только на Земле, где Lidar Lite v3 монтируется на рамку дистанционного включаемого гироскопа, в то время как на Марсе он был жёстко вмонтирован в фюзеляж, как и инклинометры. Кроме того лидар неприменим над рельефом с обилием деталей, отражающих сканирующий луч в произвольных направлениях (гряды, валуны и др.). Автопилотирование предполагает, что бортовой компьютер преобразует замеры инерциальных датчиков в команды на изменение параметров лопастей, в том числе для физического удержания высоты. Демонстрационные полёты исходили из постулата «плоской ровной поверхности без наклона», и таких алгоритмов для полётного ПО написано не было. Перепрошивка накануне 9-го рейса имела характер заплатки, и только к ноябрю 2022 года вертолёт получил полётную программу, позволяющую принимать корректировки по мере исполнения. В этой же версии ПО было реализовано взаимодействие с цифровой моделью рельефа местности DTM (Digital Terrain Model, которую Геологическая служба США (USGS) разработала к экспедиции Марс-2020.
Топографическая съёмка Марса орбитальным лазерным альтиметром MOLA с борта Mars Global Surveyor началась в 1997 году. С 2006 года камера HiRISE с угловым разрешением 1 мРад может доставлять с орбиты Mars Reconnaissance Orbiter стереопары, по которым можно рассчитать топографию рельефа с точностью до 25 см. Кадры навигационной камеры вертолёта (NAV) не могут уточнять DTM; наоборот: их координатная привязка производится post factum, по завершении каждого полёта. При планировании последующих маршрутов «невозможно доверять совмещённым снимкам, так как неизвестно, какое расстояние вертолёт пролетел между ними». Если каждый кадр от Perseverance заносится в базу фотоснимков НАСА со всем набором данных позиционирования камеры и угла её наклона к истинной вертикали, то в снимках NAV даже азимут съёмки не заполнен. Траекторию каждого полёта реконструируют на Земле по кадрам орбитальной съёмки HiRISE и, при наличии таковых, по снимкам марсохода. Для каждого кадра NAV восстанавливается абсолютное местоположение аппарата и азимут его курса.

## Технические решения

### На пути к марсианскому вертолёту
Обычные винты имеют предел наращивания радиуса и скорости вращения: кончики лопастей не должны двигаться быстрее скорости звука, иначе рост вибраций и резонанс разрушат аппарат. Специальные конструкторские решения, позволившие в 1955 году раскрутить винты самолётов Republic XF-84H до М = 1,18, не подходят для Марса из-за большого веса. Конструкция Ingenuity позволила в сентябре 2021 года выйти на 0,8 М при 2800 об./мин.
Геометрические параметры лопастей для вертикального подъёма в разрежённой атмосфере были рассчитаны ещё в 1997 году. C 1999 года AeroVironment построила несколько прототипов БПЛА на солнечных батареях. Из них NASA Helios HP01 совершил 13 августа 2001 года 40-минутный полёт при вязкости и давлении атмосферы, приближавшихся на высоте более 29,5 км к марсианским.
|  |

Различные варианты аэропланов для Марса НАСА изучала ещё в 1970-е годы. В конце 1990-х годов Исследовательский центр Эймса дал технические решения лопастей для полётов в приповерхностном слое атмосферы Марса. Ларри Янг занимался этой проблемой в центре Эймса с 1997 года. По его проекту компания Micro Craft Inc. построила двигатель из сверхлёгких материалов с диаметром лопастей 2,4 метра, испытанный на скорости 7200 об/мин. В 2000—2002 годах Янг с соавторами опубликовал серию трудов по этим вопросам, а в 2002 Янг предложил беспилотные вертолёты в программу «Марсианский разведчик» (англ. Mars Scout Program). Деньги на продолжение разработок не были выделены, и идеи легли на полку ещё на 10 лет.
Предыстория Ingenuity восходит к 2012 году. Высшее руководство Лаборатории реактивного движения НАСА (JPL) в сопровождении Ми-Ми Аунг, на тот момент возглавлявшей один из отделов лаборатории, обозревало выставку дронов, демонстрировавших навигационные алгоритмы. «Не попытаться ли нам сделать это на Марсе?» — спросил глава JPL Шарль Элахи у своего финансового директора. Аунг тут же назвала имя Боба Баларама, разрабатывавшего это направление, Элахи предложил ему представить доклад, и через 10 дней небольшая сумма на дальнейшее изучение вопроса (study money) была выделена.
Баларам обратился к AeroVironment — фирме, с которой НАСА ещё с конца 1990-х годов сотрудничала в контексте ранних проектов марсианских вертолётов. Новое предложение, с которым пришёл на AeroVironment главный инженер JPL, позволило вернуться к прежним наработкам. От центра Эймса в отладке аэродинамики первого марсианского вертолёта участвовал Ларри Янг и ещё ряд работников. На первых испытаниях в башне-барокамере JPL высотой 25 м и диаметром 7,5 м уменьшенный макет с винтом диаметром 35 сантиметров показал малоуправляемость. Тем не менее, краткий отчёт об этих испытаниях был одобрен экспертами НАСА. С января 2015 года проект вертолёта вошёл в тематический план JPL, получив бюджетное финансирование и штаты — группа Баларама отсчитывает свою историю с этой даты.
В мае 2016 года полноразмерный прототип, названный Terry, совершил в атмосфере, приближенной к марсианской, первый полёт, отвечающий определению управляемого (англ. controlled), при скорости винтов 2600 об./мин., а окончательное решение было найдено к зиме 2018 года. Прототипы будущего Ingenuity отлетали в барокамерах JPL десятки часов. Ради уменьшения износа изделия, отправляемого на Марс, его земной налёт часов был сведён до необходимого минимума и составил менее 30 минут.
По сведениям Престона Лернера, в пересчёте на полные ставки численность группы «вертолётчиков» никогда не превышала 65 работников, хотя Аунг говорит, что с учётом сотрудников AeroVironment и центров НАСА имени Лэнгли (Langley Research Center) и Эймса в создание вертолёта было вовлечено около 150 человек. Из общего списка сотрудников JPL, задействованных в проекте Марс-2020, в написании информационных бюллетеней JPL активно участвуют: Ми-Ми Аунг ([mḭ mḭ àʊɰ̃], англ. MiMi Aung, бирм. မိမိအောင်) — руководитель проекта, «the Mars Helicopter Scout proposal lead», Боб Баларам — главный инженер, Теодор Цанетос (Theodore Tzanetos) — руководитель операций, Яакко Каррас — заместитель руководителя управления операций, Бен Моррелл — инженер управления операций, Говард Фьёр Грип (норв. Håvard Fjær Grip) — главный пилот, Джошуа Андерсон — руководитель отдела тактики, Джош Равич — руководитель отдела механизмов и оборудования (Mechanical Engineering), Насер Шахат — старший инженер по радиосвязи (разработчик антенн, установленных на вертолёте и марсоходе).
Первый прототип показал неуправляемость стандартными приёмами, используемыми земными дронами. Программистам JPL пришлось поставить управление винтом в режим реального времени и с частотой 500 раз в секунду подавать команды, корректирующие аэродинамический профиль. В январе 2019 года очередной прототип сначала испытали в «марсианской» атмосфере барокамеры, а затем перевезли в Денвер, где в лаборатории Lockheed Martin проверили систему выгрузки вертолёта на грунт, а также провели вибротесты. Там же были проведены термовакуумные испытания с охлаждением до −129 °C. 11 мая 2019 года аппарат вернулся в JPL, пока ещё в версии с аэрогелем. По ходу испытаний возникала необходимость в пересчёте энергетического и теплового баланса изделия. Благодаря дополнительному финансированию AeroVironment построила несколько вариантов полномасштабных прототипов.
15 июня 2021 года Космический фонд (Space Foundation) наградил коллектив Ingenuity премией Дж. Свигерта (John L. «Jack» Swigert, Jr.) за 2021 год за исследования космоса.
5 апреля 2022 года Национальная авиационная ассоциация присудила коллективу Ingenuity Трофей Колье за 2021 год. Приём в честь награждённых состоялся в Вашингтоне 9 июня.

### Электромеханические устройства
Колонка соосных несущих винтов
Все электромеханические компоненты Ingenuity как летательного аппарата (в том числе двигатели, соосный несущий винт и его лопасти, автоматы перекоса, сервоприводы), а также его фюзеляж и шасси были спроектированы и изготовлены на фирме AeroVironment (инженеры Пайпенберг, Киннон и др.) по заказу JPL.
Каждый из двух одинаковых винтов приводится в движение бесщёточным 46-полюсным двигателем. Ручная намотка медной проволоки прямоугольного сечения с использованием микроскопа занимала 100 часов на каждый статор. Это позволило достичь 62 % упаковки и вывести к.п.д. до 80 % на 105 Вт при 2390 об./мин. Несущий винт изготовлен из композитного алюминиево-бериллиевого сплава (сокр. AlBeMet).

Двигатель Ingenuity нагревается за 1 секунду на 1 °C, но устройств для рассеивания тепла при этом не имеет. Пыльник (англ. dust boot), присутствующий в спецификации 2019 года, в окончательном варианте отсутствует. Чтобы не допустить перегрева примыкающих элементов конструкции, между мачтой и фюзеляжем организован усиленная теплоизоляция. «Резервуаром» для отвода тепла служит сплав AlBeMet, из которого изготовлены корпуса роторов, напоминающие размерами и формой хоккейную шайбу. Неохлаждаемый двигатель — главная причина ограниченной продолжительности полётов. Сокращению потерь тепла в фюзеляже способствует минимальное сечение медных проводов (общим числом 81), соединяющих «тёплый отсек» с винтами и панелью солнечных батарей.

### Блок бортовой электроники
Блок бортовой электроники (ECM, Electronic Core Module) находится внутри «тёплого отсека» фюзеляжа (HWEB, англ. Helicopter Warm Electronic Box) и представляет собой пять примерно одинаковых по размеру печатных плат, соединённых в куб с открытой верхней гранью. Платы изготовила фирма SparkFun Electronics. Их назначение и шифры:
- плата интерфейса батарей BIB (Battery interface board) формирует нижнюю грань куба ECM. Помимо микросхем, на неё установлена связка 6 аккумуляторов с термостатом и нагревателем. Остальные четыре платы расположены по боковым граням:
- плата телекоммуникаций TCB (Telecom board) — модуль SiFlex2 от LS Research, а также 16-разрядный 8-потоковый аналого-цифровой преобразователь, чипы термодатчика, обогревателя и ряд других микросхем.
- плата навигации и сервоприводов NSB (NAV/Servo carrier board) — два четырёхъядерных 2,45 ГГц процессора Snapdragon 801 (один резервный[110]), операционная система Linux. В роли графического процессора «Snapdragon» обрабатывает поток изображений от камер. На NSB также размещены микросхемы, управляющие шестью сервоприводами.
- плата управления полётом FCB (FPGA / Flight control board) — два двухъядерных (ARM Cortex-R5F) процессора Hercules от Texas Instruments.
- плата энергоснабжения вертолёта HPB (Helicopter power board) — два преобразователя DC/DC, регулирующие напряжение батарей между 3,3 В и 5 В.

По утверждению «Spectrum», Ingenuity значительно превосходит Perseverance по своей суммарной вычислительной мощности . При подсчёте процессоров следует иметь в виду, что на Ingenuity, как и на марсоходах НАСА, имеется «резервный компьютер», подключаемый при выходе электроники из строя. Программная платформа F Prime (аббр. F´), использующая открытый исходный код, была разработана в JPL и используется на микроспутниках формата кубсат. Программные недоработки могут свести на нет любое формальное превосходство по суммам показателей вычислительной техники. «Потеря маркера файла» в рейсе № 6 повлекла за собой аномалии в полётном компьютере, после чего в 7 и 8 рейсах подсистему получения и обработки цветных изображений отключили, как предположительно вызвавшую сбой.
Как и первый в мире искусственный спутник Земли, первый в мире внеземной летательный аппарат создавался, как образец, демонстрирующий саму возможность полёта, но не как прототип последующей серии. Технические решения в таких образцах проверяются на практике при простейшей комплектации вспомогательных элементов и узлов, с соблюдением жёстких ограничений по весу и габаритам изделия. Как и на первом советском спутнике, приборы для выполнения научных задач на борту Ingenuity не предусматривались. В отличие от первых ИСЗ, вертолёт для Марса создавался в эпоху высокоразвитой электронной индустрии и робототехники, с широким рынком продукции как военного, так и гражданского назначения. Нормативный акт 48 CFR законодательства о регулировании федеральных закупок позволяет НАСА приобретать продукцию, помимо специальных «оборонных» заказов, также и в розничной сети (COTS, англ. Commercially available off-the-shelf — коммерчески доступные в розничной сети)). Закупки в сегменте COTS иногда оправдывают тем, что многолетний массовый выпуск серийных моделей для гражданского рынка даёт известные гарантии надёжности и качества. На условиях COTS закуплены все датчики, устройства питания и радиосвязи вертолёта.
Приборное оборудование вертолёта размещено в двух блоках датчиков: верхнем и нижнем.
Верхний блок датчиков (англ. Upper Sensor Assembly) находится вблизи центра масс аппарата, где на мачте между колонкой винтов и блоком ECM размещены: миниатюрный (2,5×3×0,8 мм) инерциальный датчик Bosch Sensortech BMI160, применяемый в смартфонах и игровых контроллерах и используемый в функциях акселерометра и гироскопа, а также инклинометр SCA100T-D02 японской фирмы Murata весом 1,1 г, размерами 15,6×11,3×5,1 мм и точностью измерений ±0,86°, используемый для замера наклона перед взлётом. Все инерциальные датчики виброизолированы. В июне 2022 года из-за вынужденного отключения обогрева инклинометр вышел из строя, и его функции были переданы другим датчикам инерциальной навигации.
Нижний блок датчиков (англ. Lower Sensor Assembly) находится под кубом ECM, прилегая к днищу фюзеляжа. Помимо второго инерциального датчика и обеих видеокамер здесь размещается альтиметр (LRF, laser rangeﬁnder, лазерный дальномер) — 50 Гц лидар Lite v3 фирмы Garmin с габаритами 20×48×40 мм и массой 22 г, работоспособный в диапазоне от −20° до +60 °C на расстоянии (при высоте полёта) не более 40 метров. Взаимодействие полётной программы с лидаром пришлось корректировать в 9-м рейсе над Сейтахом, а при прокладке 24/25 рейсов пришлось отказаться от варианта «24B» с фотосъёмкой фрагментов «небесного крана»: непредсказуемые отклики на блестящие осколки могли вызвать сбой всей системы визуальной одометрии.

### Энергообеспечение и температурный режим
Источником энергии служат оптимизированные для солнечного спектра Марса фотоэлементы. Их суммарная площадь 544 см² позволяет набирать ~40 Вт⋅ч за один световой день (сол). Площадь солнечной панели, на которой они смонтированы, составляет около 680 см² (425×165 мм). Рядом с антенной на верхнюю сторону панели выведен интерфейс связи с энергосистемой и электроникой марсохода (Base-Station Electronics). На протяжении 7-месячного космического полёта с периодичностью 1 раз в 2 недели, а на Марсе 1 раз в неделю через него шла подзарядка аккумуляторов до уровня 35 % ёмкости. Интерфейс был окончательно отсоединён перед выгрузкой вертолёта на марсианский грунт.
В расчётах суммарная ёмкость 6 аккумуляторов принималась равной 35,75 Вт⋅ч, а суточный дебит солнечных батарей 42 Вт⋅ч. Распределение энергии полагалось следующим:
- 21 Вт⋅ч — на обогрев аппаратуры в погодных условиях марсианской весны,
- 10,73 Вт⋅ч (30 % от 35,75 Вт⋅ч) — резерв, и
- 10 Вт⋅ч — на один полёт в сутки, в том числе 8 Вт⋅ч (80 % располагаемой мощности) при постоянной рабочей нагрузке 360 Вт, а 2 Вт⋅ч — на пиковой нагрузке 510 Вт.

Сумма 41,73 Вт⋅ч по всем трём «статьям» расхода превышает ёмкость аккумуляторов на 6 Вт⋅ч, которые не накапливаются, а сразу по получении расходуются на обогрев. Предполётные расчёты исходили из того, что на протяжении суток бортовая электроника и аккумуляторы не должны охлаждаться ниже −15 °C, а весь вертолёт должен переносить ночные похолодания до −100 °C и даже ниже.
Аккумуляторная батарея вертолёта состоит из 6 литий-ионных высокотоковых аккумуляторов Sony SE US18650 VTC4 (стандарт 65,2 мм в длину, диаметр 18,35 мм) общим весом 273 г. Ёмкость, по документации JPL, составляет 2 А·ч; максимальный ток разрядки более 25 А; по паспорту производителя 30 А); номинальное напряжение 3,7 В, а для всей батареи 15÷25,2 В. Полная зарядка элемента при температуре +23° током 4,2 В / 2 А занимает 1,5÷2 часа. Подзарядка на солнечном свету идёт беспрерывно, а восстановление полного заряда может занимать, в зависимости от расхода, от одного до нескольких солов. В начале 2022 года краткосрочная пылевая буря, несмотря на 18%-е снижение инсоляции, не сорвала дозарядку. Но уже в марте энергетических мощностей оказалось недостаточно, чтобы обогревать все устройства в штатном режиме марсианской зимой.
Из-за переохлаждения в ночь на 427 сол (3 мая) таймер бортового компьютера Ingenuity был сброшен, и вертолёт не вышел на очередной сеанс связи с базовой станцией. Perseverance прервал плановую работу в дельте Неретвы и перешёл в режим круглосуточного мониторинга эфира для поиска «пропавшего» вертолёта. Когда 5 мая (сол 429) связь была возобновлена, в 11:45 телеметрия показала, что аккумуляторы работоспособны и заряжены на 41 %. В этот же день была перепрошита программа термоконтроля. В штатном варианте критические точки для различных элементов авионики варьировались от −25 °C до +5 °C, теперь же порог включения обогрева снижался с −15 °C до −40 °C. В сол, предшествующий полёту, начинается прогрев машины. Перед стартом аккумуляторы необходимо прогреть до +5 °C, иначе их энергоотдача неприемлемо снижается.
Ingenuity был первым космическим аппаратом, в расчёты температурного режима которого вошло теплоизлучение механического двигателя. Средствами ПО Veritrek по 18-факторной модели были определены режимы для 36 точек (англ. output responses). Рассчитав, что аэрогель сберегает за сол 2 Вт⋅ч, инженеры предпочли пожертвовать этой энергией ради экономии 50 г массы на теплоизоляторе. Для внешней термоизоляции фюзеляжа использована 0,5 мм каптоновая плёнка, изготовленная фирмой Sheldahl из Миннесоты, давним поставщиком по заказам НАСА.

### Оптические приборы
| Наименование         | Шифр | Тип затвора                   | Оптический модуль   | Матрица                                  | Разрешение, мрад на пиксель | Ориентация к горизонту | Область пересечения кадров | Размещение (вид со стороны днища) |
| -------------------- | ---- | ----------------------------- | ------------------- | ---------------------------------------- | --------------------------- | ---------------------- | -------------------------- | --------------------------------- |
| Обзорная камера      | RTE  | центральный (global shutter)  | O-ﬁlm Bayer 47°×47° | Sony IMX 214 цветная 13 Мп 4208×3120     | 0,26                        | -22°                   |                            |                                   |
| Навигационная камера | NAV  | сканирующий (rolling shutter) | Sunny 133°×100°     | Omnivision OV7251 ч/б 0,5 Мп VGA 640×480 | 3,6                         | -180° (надир)          |                            |                                   |

Perseverance
Ingenuity
Оптические приборы Ingenuity также представляют собой стандартную продукцию широкого потребления.
Навигационная камера (шифр NAV) использует оптический модуль производства Sunny с полем зрения 133°(h)×100°(v) и матрицу Omnivision OV7251 VGA 640×480. Снимки с минимального расстояния (клиренс ~13 см) показывают неодинаковость искажений по краям линзы. Скорость съёмки синхронизируется с вращением винтов и составляет 1 кадр на 21 оборот; так что при рабочих 2537 об./мин (~42,3 об./с) эксплуатационная частота кадров составляет примерно 2 кадра в секунду. В 14-м полёте при 2700 об./мин. частота съёмки кадров увеличилась до 7 кадров в секунду.
Аббревиатура обзорной камеры (шифр RTE; англ. Return-to-Earth, буквально «вернуть на Землю») подразумевает, что её снимки в полёте не востребуются и подлежат передаче в ЦУП в составе послеполётной телеметрии. Оптический модуль O-ﬁlm с полем зрения 47°×47° проецирует изображение на цветную 4208×3120 матрицу Sony IMX 214 с фильтром Байера. Оптическая ось NAV перпендикулярна плоскости днища фюзеляжа и направлена вниз (на надир), а у RTE она направлена под горизонт под углом 22° (примерно 1/16 окружности). Этим создаётся область пересечения размером около 30°×47°, которую можно использовать для взаимоувязки снимков обеих камер при послеполётной обработке. Оптика защищена от пыли прозрачными стёклами. Перед трансляцией на Землю изображения сжимают по алгоритму JPG.
.
Камера RTE уступает камерам Perseverance уже по размеру матрицы: 20-мегапиксельные Navcam и HazCam располагают по 5120x3840 px при углах обзора 96°x73° и 136°x102° соответственно. Деградация заднего плана в отсутствие зума для укрупнённой съёмки удалённых объектов не позволяет назвать цветные кадры от Ingenuity в полной мере высококачественными. Несопоставимы и объёмы фоторазведки: Perseverance и панорамирует местность, и проводит укрупнённую съёмку выбранных объектов ежедневно, высылая на Землю несколько сотен кадров, тогда как Ingenuity доставляет из рейса не более 10 цветных фотографий.

### Телекоммуникации
Станция связи на «Персеверанс»
Расположение аппаратов при перебоях в связи в 17-м рейсе
Прямого выхода на спутники связи Ingenuity не имеет, используя марсоход как ретранслятор. Проектировщикам телекоммуникационного оборудования поставили жёсткие ограничения:
- мощность передатчика не более 0,75 Вт (28,8 дБм);
- общий вес оборудования включая кабели и антенну не более 14 г, в том числе 4 г на антенну и коннекторы[133].

Дополнительные ограничения по штыревым антеннам:
- на вертолёте — высота не более 7,5 см; диаметр не более 1 мм «во избежание излишнего затенения фотоэлементов на панели солнечных батарей»;
- на марсоходе — высота не более 15 см; площадь места крепления не более 5,6×5,6 см[133]

На борту обоих аппаратов установлены одинаковые модули SiFlex2 производства LS Research, приобретённые в розничной сети по COTS. Обогреватели не допускают их охлаждения ниже −15 °C, тогда как необогреваемые провода и антенны могут остывать до −140 °C. Связь осуществляется на частоте 914 МГц по протоколу Zigbee (IEEE 802.15.4) на расстоянии до 1000 метров со скоростью 250 кбит/с в режиме одностороннего или 20 кбит/с в режиме двустороннего радиообмена. Передача требует 3 Вт, приём 0,15 Вт.
Станции связи с вертолётом досталось «не идеальное» место установки: массивная навеска РИТЭГ перекрывает сигналы со стороны кормы аппарата. Этот недостаток проявился 5 декабря 2021 года перед посадкой в 17-м рейсе, когда Perseverance на некоторое время потерял вертолёт из зоны прямой видимости. Помеху создал незначительный (менее 5 метров) холм Bras. Примерно через 15 минут связь на короткое время восстановилась: из нескольких пакетов телеметрии следовало, что авионика и аккумулятор вертолёта исправны.
Проблемы ещё не были решены, и через два дня, 9 декабря, JPL вновь констатировала, что от вертолёта получены лишь «ограниченные данные». Хотя аппарат имел достаточный запас энергии и стоял вертикально, большинство пакетов данных (включая снятые в полёте кадры) передать не удалось. 14 декабря 2021 года JPL дополнительно сообщила, что 11 декабря радиосвязь с вертолётом шла на низкой скорости передачи данных. Наконец, 16 декабря JPL подвела итог событию и заявила, что НАСА не намерена обсуждать проблемы кибербезопасности.

## Ingenuity на Марсе
Принятое в мае 2018 года решение добавить сверх уже отобранного 4 года назад «научного груза» марсохода ещё и вертолёт повлекло за собой конструктивные изменения (устройство выгрузки, станция радиосвязи). Основания финансирования проекта и статус аппарата на борту («class D») предполагали демонстрацию технологий (англ. technology demo) ради доказательства концепции (англ. proof of concept). JPL заверяла, что последующих полётов не планируется, и по завершении 30-дневного окна испытаний марсоход уедет для исполнения своей главной миссии. По условиям испытаний:
- для обслуживания полётов в рабочем графике марсохода выделялось «окно» в 30 солов, между 60-м и 90-м;
- в пределах испытательного окна требовалось выполнить от 1 до 5 полётов[42];
- высота полётов ограничивалась 3-5 метрами, дальность — 50 метрами, а продолжительность — 90 секундами.

Опубликованные в январе 2018 года, эти цифры были не паспортными пределами, а лишь осторожной оценкой потенциала вертолёта. В феврале-марте 2018 года цифры «от 90 секунд до 2 минут» полёта при протяжённости до 300 метров вошли и в другие источники. По словам главного инженера проекта Баларама, ограничение продолжительности полёта 2 минутами и его дальности накладывает не запас энергии, а нагрев двигателя со скоростью 1 °C в секунду. В трёх рейсах июля-августа 2021 года полётное время было доведено до 165—169,5 секунд.

### Выгрузка и предполётная подготовка
Требования к площадке для лётных испытаний сформулировали сами конструкторы: размер 10×10 метров, уклон не более 5°, отсутствие камней более 4 см. Найдя подходящий гелидром и выгрузив вертолёт, марсоход должен был занять точку наблюдения примерно в 90 метрах поодаль (фактически расстояние составило 64,3 м). На карте кратера Езеро появился новый астротопоним: точку эту на планах развёртывания обозначили «англ. Twitcher’s Point», буквально «скрадок» (место скрытого наблюдения) орнитолога, путешествующего на огромные расстояния ради наблюдений за редкими птицами
17 марта JPL назначила первый полёт «не ранее первой недели апреля» и созвала на 23 марта брифинг.
Крепление вертолёта к днищу марсохода и приспособления для его выгрузки на Марсе спроектировали и изготовили в Lockheed Martin Space. На развёртывание аппарата отводилось 6 солов. Операция началась 21 марта сбросом кожуха, прикрывавшего вертолёт в пути. Путь к месту его выгрузки занял 7 солов. 28 марта начали поэтапно приводить вертолёт из походного положения в рабочее. 29 марта были распрямлены стойки по его левому борту, 30 — по правому; от грунта их отделяло 13 сантиметров. 3 апреля по завершении последней подзарядки аккумуляторов питающий кабель был отсоединён от марсохода. По команде на сброс груза Ingenuity в свободном падении достиг поверхности Марса, после чего Perseverance переместился на ближнюю точку наблюдения. Наутро после восхода Солнца было получено подтверждение, что вертолёт способен самостоятельно поддерживать заряд аккумуляторов и свой температурный режим.
С переходом Ingenuity в автономный от марсохода режим операция по выгрузке завершилась и начался отсчёт времени нового этапа — лётных испытаний. Отведённые на них 30 солов соответствовали интервалу между 19 апреля и 19 мая 2021 года в земном времяисчислении. 6 апреля JPL объявила, что полёт состоится «не ранее, чем в воскресенье, 11 апреля» и пригласила на веб-трансляцию репортажа в прямом эфире.
| сол операции | сол операции | сол операции | сол экспедиции | сол экспедиции | Содержание операции по размещению вертолёта |  |
| план | факт         | Δ            | сол            | дата           | Содержание операции по размещению вертолёта |  |
| --- | ------------ | ------------ | -------------- | -------------- | --- |  |
| 1 | 1            | 0            | 30             | 21.03.2021     | Сброс защитного кожуха |  |
| 2 | 8            | 6            | 37             | 28.03.2021     | Разблокировка поворотного кронштейна, удерживавшего груз в положении для перевозки с 6 апреля 2020 года, когда сложенный вертолёт был смонтирован на днище Perseverance. В процессе перевода укладки из положения «на боку» в горизонтальное пара стоек по левому борту вертолёта принимает штатное положение. |  |
| 3 | 9            | 6            | 38             | 29.03.2021     | Специальный электромотор завершает поворот кронштейна, удерживающего Ingenuity, после чего корпус аппарата принимает нормальное вертикальное положение |  |
| 4 | 10           | 6            | 39             | 30.03.2021     | Высвобождаются защёлки стоек по правому борту, после чего вертолёт оказывается висящим на кронштейне на расстоянии 13 см от поверхности Марса. |  |
| 5 | 13           | 8            | 42             | 03.04.2021     | По завершении последней подзарядки аккумуляторов вертолёта технический шлейф, соединявший Ingenuity с энергосистемой марсохода, также разрывается. Последний пироболт инициирует сброс вертолёта на поверхность, после чего марсоход отъезжает на 5 метров.                                                    |  |
| 6 | 14           | 8            | 43             | 04.04.2021     | С получением телеметрии и кадров, подтверждающих, что: 1) все четыре опоры шасси стоят на грунте; 2) марсоход отъехал от вертолёта на 5 метров, и 3) установлена радиосвязь между обоими устройствами, начинается отсчёт солов испытательного окна.                                                            |  |
| Примечание: первая иллюстрация, расположенная в строке заголовка таблицы, отражает предварительный этап, не связанный напрямую с вертолётом: сброс панели, защищавшей радар RIMFAX на стадии управляемого приземления |              |              |                |                | |  |

В ожидании первого полёта
Фотография от 5 апреля показала, что за время транспортировки середину правого ряда элементов солнечных батарей частично присыпало песком. 7 апреля лопасти были расфиксированы. 8 апреля прошла пробная поочерёдная их прокрутка на пониженных оборотах. В конце её рискнули дать полные обороты на несколько мгновений, так, чтобы не создать подъёмную силу для взлёта. 9 апреля назначили первый старт на воскресенье, 11 апреля, но уже на следующий день его отсрочили до «не ранее 14 апреля». Как выяснилось, 9 апреля (49-й сол) при тестовом переходе из предполётного режима в полётный сработала защитная процедура вывода из цикла исполнения всей программы. Похожая ситуация в истории космонавтики уже была: 10-11 июня 1957 года при попытках запуска первого искусственного спутника Земли «автоматика управления запуском в последние секунды „сбрасывала схему“», и ракета со старта так и не ушла.
12 апреля в JPL решили добавить «заплатку» в программу полётного контроля, назвав это «здравым путём к решению проблемы». Чтобы гарантировать переход к этапу, следующему за раскруткой винтов, к 16 апреля в программу дописали две процедуры для обхода «неудобного» запроса. Новую сборку полётной программы перекачали на Марс, но решение по её инсталляции отложили до утра субботы, 17 апреля. Сославшись на то, что это была бы уже не та сборка, которая на Земле успешно взаимодействовала с программами по проверке, а комплексное тестирование новой сборки отсрочило бы запуск, завершающую перепрошивку на вертолёте отложили в ожидании исхода первого старта, переназначенного на 19 апреля.

### Учёт полётов и регистрация мест посадок
Для регистрации полётов в JPL ведётся полётный журнал. Командир аппарата Говард Фьёр Грипп заполняет его от руки, вписывая дату, время и место начала и завершения, погодные условия и прочие сведения для каждого полёта. В конце 2021 года JPL открыла в своём подразделе сайта НАСА страничку «Flight Log» — выписку из полётного журнала, которая с запозданием на несколько дней пополняется основными цифровыми данными о рейсах: протяжённость, продолжительность, скорость и время в пути. Данные о погоде из бортового журнала JPL в эту выписку не переносятся.
Отдельно от «Flight Log» JPL поддерживает сервис «Where is the rover» («Где сейчас ровер»), где пользователи могут видеть на подоснове HiRISE-карты Езеро текущее местоположение марсохода и вертолёта и трассы их движения, привязанные к координатной сетке DTM (цифровой модели рельефа Марса) с точностью до 10−3 метра и 10−5 градуса. Соответствующая таблица открыта для загрузки в формате JSON любым пользователем. Метровая сетка координат обеспечивает наиболее точный пересчёт расстояний по таблице JSON, однако обратные поправки на страничку бортового журнала «Flight Log» не вносятся.
Место посадки спускаемого аппарата экспедиции в кратере Езеро была названа Octavia E. Butler Landing Site (OEB). В пределах OEB была найдена точка выгрузки вертолёта, с которой он совершил первый полёт. Этот гелидром с прилегающей зоной демонстрационных полётов был назван «аэродромом братьев Райт» (Wright Brothers Field, WBF) . Точка, в которую Ingenuity перелетел с WBF в 5-м рейсе 7 мая 2021 года (сол 76), была записана в журнал полётов, как «аэродром B». При использовании последующих букв латинского алфавита от литеры «I» отказались изначально; литеру «O» по окончании 22-го рейса вначале присвоили, а затем исключили, переквалифицировав полёт в подскок на том же гелидроме. Дольше всего (3 месяца, с 5 августа 2021 года по 6 ноября 2021 года, или 93 сола) вертолёт задержался на аэродноме «H», которое по суммарной протяжённости (1069 м) и продолжительности (481,8 с) стартовавших с него рейсов опередило «аэродром братьев Райт», а по количеству отправлений (4 старта) вышло на второе место.
Шаблонный оборот уведомлений JPL о предстоящем старте — «не ранее такой-то даты в будущем», а 15 декабря 2021 года JPL оповестила, что 18-й рейс состоится «не ранее сегодняшнего дня». С середины 2021 года предуведомления о стартах становились всё более скупыми: анонсировались либо «рекордные» задания, либо схемы (но не даты) полётов. В мае 2022 года из-за хронической недозарядки аккумуляторов назначать даты новых вылетов заранее стало проблематично. О 29-м рейсе стало известно лишь через два дня по косвенному признаку появления новых фотографий; 30-й рейс был отложен до начала августа, но состоялся только 20-го.

## Этап демонстрации технологий: полёты 1-5
| № рейса | Дата             | Отсчёт солов | Отсчёт солов | Полётное время                                  | Горизон- тальная скорость                       | Высота                                          | Высота                                          | Маршрут                                         | Маршрут                                         | Маршрут                                         | Маршрут                                         | Суммарный перелёт                               |
| № рейса | время LMST*)     | Марс 2020    | Ingenuity    | Полётное время                                  | Горизон- тальная скорость                       | полёта                                          | висения                                         | от                                              | до                                              | азимут                                          | длина                                           | Суммарный перелёт                               |
| № рейса | время LMST*)     | солы         | солы         | секунд                                          | м/с                                             | м                                               | м                                               | от                                              | до                                              | азимут                                          | м                                               | м                                               |
| --- | ---------------- | ------------ | ------------ | ----------------------------------------------- | ----------------------------------------------- | ----------------------------------------------- | ----------------------------------------------- | ----------------------------------------------- | ----------------------------------------------- | ----------------------------------------------- | ----------------------------------------------- | ----------------------------------------------- |
| … | 09.04.2021       | 49           | 5            | Самозавершение цикла раскрутки лопастей         | Самозавершение цикла раскрутки лопастей         | Самозавершение цикла раскрутки лопастей         | Самозавершение цикла раскрутки лопастей         | Самозавершение цикла раскрутки лопастей         | Самозавершение цикла раскрутки лопастей         | Самозавершение цикла раскрутки лопастей         | Самозавершение цикла раскрутки лопастей         | Самозавершение цикла раскрутки лопастей         |
| … | 11.04.2021       | 50           | 6            | Полёт отменён из-за обнуления бортового таймера | Полёт отменён из-за обнуления бортового таймера | Полёт отменён из-за обнуления бортового таймера | Полёт отменён из-за обнуления бортового таймера | Полёт отменён из-за обнуления бортового таймера | Полёт отменён из-за обнуления бортового таймера | Полёт отменён из-за обнуления бортового таймера | Полёт отменён из-за обнуления бортового таймера | Полёт отменён из-за обнуления бортового таймера |
| 1 | 19.04.2021 12:33 | 58           | 14           | 39,1                                            | 0                                               | —                                               | 3                                               | JZRO**)                                         | JZRO**)                                         | —                                               | 0                                               | 0                                               |
| 2 | 22.04.2021 12:33 | 61           | 18           | 51,9                                            | 0,5                                             | 5                                               | 5                                               | JZRO**)                                         | JZRO**)                                         | W↕E                                             | 0                                               | 2+2=4                                           |
| 3 | 25.04.2021 12:32 | 64           | 21           | 80,3                                            | 2                                               | 5                                               | 5                                               | JZRO**)                                         | JZRO**)                                         | N↕S                                             | 0                                               | 50+50=100                                       |
| … | 29.04.2021       | 68           | 25           | Полёт отменён                                   | Полёт отменён                                   | Полёт отменён                                   | Полёт отменён                                   | Полёт отменён                                   | Полёт отменён                                   | Полёт отменён                                   | Полёт отменён                                   | Полёт отменён                                   |
| 4 | 30.04.2021 12:32 | 69           | 26           | 116,9                                           | 3,5                                             | 5                                               | 5                                               | JZRO                                            | JZRO                                            | S↕N                                             | 0                                               | 133+133=266                                     |
| 5 | 07.05.2021 12:33 | 76           | 32           | 108,2                                           | 2                                               | 5                                               | 10                                              | JZRO                                            | B                                               | S↑                                              | 129                                             | 129                                             |
| *) Local Mean Sidereal Time — среднее звёздное время ♈сред для данной точки Марса. **) JZRO — код, присвоенный ИКАО гелидрому им. братьев Райт в кратере Езеро на Марсе. |                  |              |              |                                                 |                                                 |                                                 |                                                 |                                                 |                                                 |                                                 |                                                 |                                                 |

Первые снимки с вертолёта

15 января 2020 года сотрудники JPL Крис Лефлер и Джош Равич прикрепили к обратной стороне панели солнечных батарей заламинированный фрагмент муслина размером 1,3×1,3 см, вырезанный из обшивки крыла самолёта «Wright Flyer» братьев Райт. Чтобы потоки воздуха от винтов не сдули реликвию, узлы верёвки из полиэстера полили сверху эпоксидной смолой. На эти процедуры ушло 30 минут.
Согласно программе испытаний, представленной 28 мая 2020 года, первые три из пяти демонстрационных полётов рассматривались как определяющие (ﬁrst three baseline ﬂights), и задания на них были сформулированы наиболее подробно.
Первый полёт
Простейшие «упражнения» — взлёт, непродолжительное зависание, посадка — вертолёт многократно исполнял в большой вертикальной барокамере JPL. Их повторение на Марсе преследовало цель проверить поведение аппарата в условиях реальной атмосферы, силы тяжести и грунта. Сбои, препятствовашшие двум предыдущим попыткам, были устранены, и в 19 апреля 2021 года в 12:33 местного солнечного времени Ingenuity взлетел. Телеметрия, представленная зрителям прямой трансляции из JPL, свидетельствовала, что аппарат со скоростью около 1 м/с взлетел на 3 метра, и, провисев предусмотренные 30 секунд, приземлился через 39,1 секунды после взлёта. На следующий день комментаторы отметили разворот фюзеляжа на 96°, который вертолёт произвёл в висении: этот запланированный манёвр позволил проверить работу программы обработки кадров навигационной камеры. После обработки телеметрии было установлено, что посадка проиошла не точно след-в-след, а с отклонением на 5 сантиметров от точки взлёта.
Рейс № 2 (сол 61, 22.04.2021) ● 4,3 м ● 51,9 с ● 0,5 м/с ● высота 5 м
В задачи второго сола программа испытаний ставила переход между режимами горизонтального полёта и висения и проверку работы инерциальной навигации. На Земле вертолёт мог смещаться от вертикали в барокамере не более, чем «на две длины карандаша». На Марсе смещение на первый раз задавалось небольшим — около 5 м, чтобы при этом в поле зрения появилась только одна новая опорная точка. Фактически во втором полёте вертолёт набрал высоту 5 м, после чего
Снимки камер Perseverance
- исполнил три последовательных поворота примерно на 1/4 окружности каждый (в сумме на 276°),
- на скорости 0,5 м/с переместился на 2 метра вбок с возвратом назад (общий путь составил 4,3 метра),
- сделал первые три высотных фотоснимка на камеру RTE

и через 51,9 секунды приземлился в точке старта, совершив таким образом возвратный вылет (англ. roundup trip).
Рейс № 3 (сол 64, 25.04.2021) 100 м ● 80,3 с ● 2 м/с ● высота 5 м
По программе третьего сола испытаний третий вылет также был возвратным, но существенно более протяжённым (50 м в одну сторону). Программа предусматривала временный выход в более высокий коридор в режиме висения. Если для предыдущего вылета допускался лишь слабый ветер, то на этот раз умеренный.
Все пункты полётного задания были исполнены, а с ними и вся программа трёх базовых полётов. Этот этап был единственным, на котором благодаря переключению марсохода исключительно на поддержку полётов был выдержан 3-суточный межрейсовый интервал.
В приглашении на брифинг 30 апреля было объявлено, что предстоящие 4-й и 5-й рейсы, формально относящиеся к «демонстрации технологий», будут переходными к новому этапу, названному «демонстрацией возможностей операций». Тем самым было сформулировано обоснование пролонгации финансирования полётов по окончании ранее оговоренного срока: «демонстрация» лишь перешла из одной фазы в другую:
- демонстрация технологий (technology demo) продолжалась 31 сол, до 5-го полёта включительно;
- демонстрация практического применения (операций, operations demo) началась с 6-го полёта.

Рейс № 4 (сол 69, 30.04.2021) 266 м ● 116,9 с ● 3,5 м/с ● высота 5 м
Накануне первого полёта Ingenuity, 17 апреля, руководитель проекта Ми-Ми Аунг говорила корреспонденту CNN, что интервалы между рейсами будут прогрессивно сокращаться. «Ingenuity может полететь на 4-й день после первого рейса, затем на 3-й после второго и так далее», а в следующих рейсах вертолёт сможет подняться на 5 метров и перемещаться до 15 метров вперёд и назад.

«Но как только мы дойдём до 4-го и 5-го полётов, вот тут-то мы повеселимся», — сказала Аунг. «Мы действительно хотим раздвинуть границы. Ведь не каждый день приходится испытывать вертолёты на Марсе! Поэтому хочется быть очень смелыми».
Если для 2-го и 3-го старта интервал в 3 сола был выдержан (58 — 61 — 64), то на 67-й сол было оглашено лишь задание на 4-го рейс, а сам он состоялся только на следующий день, 29 апреля. Предполагался очередной возвратный рейс на большую дальность и длительность, и на большей скорости. Но в назначенный срок вертолёт не взлетел: исполнение программы прервалось на точке перехода из предполётного режима в полётный. Как объяснили программисты JPL, «заплатка», поставленная на программу перед 19 апреля, в 15 % случаев не помогает обойти критическое место, а 29 апреля пришлось как раз на те самые несчастливые 15 %.
На следующий день, 30 апреля вертолёт преодолел 266 метров в оба конца за 116,9 секунд на высоте 5 метров и скорости до 3,5 м/с. Однако фотографии из этого полёта поступили на марсоход только на следующий день (в 70-й сол), и не полностью. Трасса была возвратной, и в объективы попадали одни и те же точки маршрута, однако парные снимки точек этого полёта, которые обещала представить Аунг, так и не появились: помимо 5 цветных снимков, в архиве фотоматериалов НАСА оказалось 62 чёрно-белых, все из которых относились только к отрезку после разворота. Аунг пояснила, что NAV снимает прежде всего для полётного контроллера, после чего большая часть этих снимков в архив не отсылается, а уничтожается.
В релизе НАСА от 30 апреля было сообщено, что на новом этапе демонстраций рейсы будут отправляться всё реже, интервалы между ними увеличатся до 2-3 недель, а не позднее конца августа полёты прекратятся.
Рейс № 5 (сол 76, 07.05.2021) 129 м ● 108,2 с ● 2 м/с ● высота 5 м
Счётчик времени испытательного окна был запущен в 41-й сол экспедиции «Марс-2020». Накануне второго рейса, 22 апреля (58-й сол) руководитель проекта Ми-Ми Аунг напомнила, что для команды Ingenuity это уже 18-й сол из отведённых 30. Из-за двух переносов (1-го и 4-го полёта) уложиться в это окно не удалось: пятый полёт, назначенный на 7 мая (69-й сол экспедиции), проходил уже в дополнительный, 31-й сол испытаний.
Полётное задание на 5-й рейс было объявлено за день до вылета. Вертолёт впервые направлялся в точку, не обследованную марсоходом. 7 мая, набрав 5-метровую высоту, Ingenuity взял курс на юг. Через 129 метров вертолёт завис, поднялся до 10 метров и сделал с этой высоты 6 цветных фотографий.
Мультипликации, составленные из кадров, отснятых камерами Ingenuity и Perseverance

## Этап демонстрации возможностей применения: рейсы с 6-го и далее
| № рейса | Дата LMST поясная дата на Земле может отличаться на сутки                                                                        | Дата LMST поясная дата на Земле может отличаться на сутки | Полётное время | Горизон- тальная скорость | Высота полёта | Маршрут | Маршрут | Маршрут | Маршрут | Маршрут | Маршрут | Маршрут | Фотографии                                                                                    | Фотографии                                                                                    |
| № рейса | Дата LMST поясная дата на Земле может отличаться на сутки                                                                        | Дата LMST поясная дата на Земле может отличаться на сутки | Полётное время | Горизон- тальная скорость | Высота полёта | от | Место посадки | Место посадки | Место посадки | азимут | длина | перелёт | ч/б NAV                                                                                       | цв. RTE                                                                                       |
| № рейса | время | сол                                                       | секунд | м/с | м | от | до | уровень | координаты | азимут | м | м | ч/б NAV                                                                                       | цв. RTE                                                                                       |
| ------- | --- | --------------------------------------------------------- | --- | --- | --- | --- | --- | --- | --- | --- | --- | --- | --------------------------------------------------------------------------------------------- | --------------------------------------------------------------------------------------------- |
| 6       | 23.05.2021 12:33 | 91                                                        | 139,9 | 4 | 10 | B | C | –2569 | 18°26′30″ с. ш. 77°27′00″ в. д. / 18,44166° с. ш. 77,449943° в. д.                                                                       | SW, S, NE | ~101 | 215 | 106                                                                                           | 8                                                                                             |
| …       | 04.06.2021 | 105                                                       | Полёт не состоялся | Полёт не состоялся | Полёт не состоялся | Полёт не состоялся | Полёт не состоялся | Полёт не состоялся | Полёт не состоялся | Полёт не состоялся | Полёт не состоялся | Полёт не состоялся | Полёт не состоялся                                                                            | Полёт не состоялся                                                                            |
| 7       | 08.06.2021 12:33 | 107                                                       | 62,8 | 4 | 10 | C | D | –2568,9 | 18°26′24″ с. ш. 77°27′01″ в. д. / 18,439878° с. ш. 77,45015° в. д.                                                                       | S | 106 | 106 | 72                                                                                            | камера откл.                                                                                  |
| 8       | 22.06.2021 12:33 | 120                                                       | 77,4 | 4 | 10 | D | E | –2569,4 | 18°26′14″ с. ш. 77°27′03″ в. д. / 18,43724° с. ш. 77,450795° в. д.                                                                       | StE | 160 | 160 | 186                                                                                           | камера откл.                                                                                  |
| 9       | 05.07.2021 12:33 | 133                                                       | 166,4 | 5 | 10 | E | F | –2579,9 | 18°25′41″ с. ш. 77°26′44″ в. д. / 18,428085° с. ш. 77,44545° в. д.                                                                       | SW | 625 | 625 | 193                                                                                           | 10                                                                                            |
| 10      | 24.07.2021 12:04 | 152                                                       | 165,4 | 5 | 12 | F | G | –2578,2 | 18°25′41″ с. ш. 77°26′37″ в. д. / 18,428082° с. ш. 77,443715° в. д.                                                                      | SW, W, NW, NE | ~95 | 233 | 190                                                                                           | 10                                                                                            |
| 11      | 05.08.2021 12:33 | 163                                                       | 130,9 | 5 | 12 | G | H | –2569,9 | 18°25′58″ с. ш. 77°26′21″ в. д. / 18,43278° с. ш. 77,43919° в. д.                                                                        | NW | 383 | 383 | 194                                                                                           | 10                                                                                            |
| 12      | 16.08.2021 13:23 | 174                                                       | 169,5 | 4,3 | 10 | H | H | –2570,3 | 18°25′58″ с. ш. 77°26′21″ в. д. / 18,43268° с. ш. 77,43924° в. д.                                                                        | NE,SW | ~25 | 450 | 197                                                                                           | 10                                                                                            |
| 13      | 05.09.2021 12:03 | 193                                                       | 160,5 | 3,3 | 8 | H | H | –2569,8 | 18°25′58″ с. ш. 77°26′21″ в. д. / 18,43285° с. ш. 77,43915° в. д.                                                                        | NE,SW | >0 | 210 | 191                                                                                           | 10                                                                                            |
| …       | 16.09.2021 11:11 | 204                                                       | Наземная двухминутная прокрутка винтов в форсированном до 2800 об./мин. режиме                                                           | Наземная двухминутная прокрутка винтов в форсированном до 2800 об./мин. режиме                                                           | Наземная двухминутная прокрутка винтов в форсированном до 2800 об./мин. режиме                                                           | Наземная двухминутная прокрутка винтов в форсированном до 2800 об./мин. режиме                                                           | Наземная двухминутная прокрутка винтов в форсированном до 2800 об./мин. режиме                                                           | Наземная двухминутная прокрутка винтов в форсированном до 2800 об./мин. режиме                                                           | Наземная двухминутная прокрутка винтов в форсированном до 2800 об./мин. режиме                                                           | Наземная двухминутная прокрутка винтов в форсированном до 2800 об./мин. режиме                                                           | Наземная двухминутная прокрутка винтов в форсированном до 2800 об./мин. режиме                                                           | Наземная двухминутная прокрутка винтов в форсированном до 2800 об./мин. режиме                                                           | 2                                                                                             | —                                                                                             |
| …       | 18.09.2021 | 206                                                       | Подскок на 5 метров при 2700 об./мин. не состоялся из-за дефектов в двух сервоприводах                                                   | Подскок на 5 метров при 2700 об./мин. не состоялся из-за дефектов в двух сервоприводах                                                   | Подскок на 5 метров при 2700 об./мин. не состоялся из-за дефектов в двух сервоприводах                                                   | Подскок на 5 метров при 2700 об./мин. не состоялся из-за дефектов в двух сервоприводах                                                   | Подскок на 5 метров при 2700 об./мин. не состоялся из-за дефектов в двух сервоприводах                                                   | Подскок на 5 метров при 2700 об./мин. не состоялся из-за дефектов в двух сервоприводах                                                   | Подскок на 5 метров при 2700 об./мин. не состоялся из-за дефектов в двух сервоприводах                                                   | Подскок на 5 метров при 2700 об./мин. не состоялся из-за дефектов в двух сервоприводах                                                   | Подскок на 5 метров при 2700 об./мин. не состоялся из-за дефектов в двух сервоприводах                                                   | Подскок на 5 метров при 2700 об./мин. не состоялся из-за дефектов в двух сервоприводах                                                   | Подскок на 5 метров при 2700 об./мин. не состоялся из-за дефектов в двух сервоприводах        | Подскок на 5 метров при 2700 об./мин. не состоялся из-за дефектов в двух сервоприводах        |
| …       | 21.09.2021 14:54 23.09.2021 11:01                                                                                                | 209 211                                                   | Пробное раскачивание (wiggle tests) | Пробное раскачивание (wiggle tests) | Пробное раскачивание (wiggle tests) | Пробное раскачивание (wiggle tests) | Пробное раскачивание (wiggle tests) | Пробное раскачивание (wiggle tests) | Пробное раскачивание (wiggle tests) | Пробное раскачивание (wiggle tests) | Пробное раскачивание (wiggle tests) | Пробное раскачивание (wiggle tests) | 3                                                                                             | 1                                                                                             |
| …       | На период верхнего соединения Земли и Марса (28 сентября — 17 октября; солы 217–235) введён мораторий на радиообмен с аппаратами |                                                           | | | | | | | | | | |                                                                                               |                                                                                               |
| …       | 19.10.2021 11:07 23.10.2021 16:01                                                                                                | 236 240                                                   | Наземные прокрутки винтов | Наземные прокрутки винтов | Наземные прокрутки винтов | Наземные прокрутки винтов | Наземные прокрутки винтов | Наземные прокрутки винтов | Наземные прокрутки винтов | Наземные прокрутки винтов | Наземные прокрутки винтов | Наземные прокрутки винтов | 1                                                                                             | —                                                                                             |
| 14      | 24.10.2021 12:33 | 241                                                       | 23 | 2 | 5 | H | H | –2569,9 | 18°25′58″ с. ш. 77°26′21″ в. д. / 18,43284° с. ш. 77,43920° в. д.                                                                        | ↕ | 2 | 2 | 182                                                                                           | —                                                                                             |
| 15      | 06.11.2021 12:03 | 254                                                       | 128,8 | 5 | 12 | H | F | –2578,9 | 18°25′43″ с. ш. 77°26′42″ в. д. / 18,428705° с. ш. 77,445013° в. д.                                                                      | SE | 407 | 407 | 191                                                                                           | 10                                                                                            |
| 16      | 21.11.2021 12:33 | 268                                                       | 107,9 | 1,5 | 10 | F | J | –2582,2 | 18°25′48″ с. ш. 77°26′47″ в. д. / 18,43013° с. ш. 77,44645° в. д.                                                                        | NE | 116 | 116 | 185                                                                                           | 9                                                                                             |
| 17      | 05.12.2021 12:33 | 282                                                       | 116,8 | 2,5 | 10 | J | K | –2579,6 | 18°25′59″ с. ш. 77°26′52″ в. д. / 18,43305° с. ш. 77,44772° в. д.                                                                        | NE | 187 | 187 | 192                                                                                           | 10                                                                                            |
| 18      | 15.12.2021 12:02 | 292                                                       | 124,3 | 2,5 | 10 | K | L | –2573,0 | 18°26′10″ с. ш. 77°27′00″ в. д. / 18,43624° с. ш. 77,45010° в. д.                                                                        | NE | 230 | 230 | 184                                                                                           | 10                                                                                            |
| …       | 07.01.2022 | 314                                                       | Полёт, назначенный на 7 января (по отчёту #358 на 5 января, сол 313) отменён по метеоусловиям                                            | Полёт, назначенный на 7 января (по отчёту #358 на 5 января, сол 313) отменён по метеоусловиям                                            | Полёт, назначенный на 7 января (по отчёту #358 на 5 января, сол 313) отменён по метеоусловиям                                            | Полёт, назначенный на 7 января (по отчёту #358 на 5 января, сол 313) отменён по метеоусловиям                                            | Полёт, назначенный на 7 января (по отчёту #358 на 5 января, сол 313) отменён по метеоусловиям                                            | Полёт, назначенный на 7 января (по отчёту #358 на 5 января, сол 313) отменён по метеоусловиям                                            | Полёт, назначенный на 7 января (по отчёту #358 на 5 января, сол 313) отменён по метеоусловиям                                            | Полёт, назначенный на 7 января (по отчёту #358 на 5 января, сол 313) отменён по метеоусловиям                                            | Полёт, назначенный на 7 января (по отчёту #358 на 5 января, сол 313) отменён по метеоусловиям                                            | Полёт, назначенный на 7 января (по отчёту #358 на 5 января, сол 313) отменён по метеоусловиям                                            | Полёт, назначенный на 7 января (по отчёту #358 на 5 января, сол 313) отменён по метеоусловиям | Полёт, назначенный на 7 января (по отчёту #358 на 5 января, сол 313) отменён по метеоусловиям |
| …       | 13.01.2022 11:01 | 320                                                       | Фото стоянки «L» | Фото стоянки «L» | Фото стоянки «L» | Фото стоянки «L» | Фото стоянки «L» | Фото стоянки «L» | Фото стоянки «L» | Фото стоянки «L» | Фото стоянки «L» | Фото стоянки «L» | 1                                                                                             | 1                                                                                             |
| …       | 23.01.2022 | 330                                                       | Полёт отменён | Полёт отменён | Полёт отменён | Полёт отменён | Полёт отменён | Полёт отменён | Полёт отменён | Полёт отменён | Полёт отменён | Полёт отменён | 1                                                                                             | —                                                                                             |
| …       | 01.02.2022 12:06 | 338                                                       | Пробное раскачивание (wiggle tests) | Пробное раскачивание (wiggle tests) | Пробное раскачивание (wiggle tests) | Пробное раскачивание (wiggle tests) | Пробное раскачивание (wiggle tests) | Пробное раскачивание (wiggle tests) | Пробное раскачивание (wiggle tests) | Пробное раскачивание (wiggle tests) | Пробное раскачивание (wiggle tests) | Пробное раскачивание (wiggle tests) | 1                                                                                             | —                                                                                             |
| 19      | 08.02.2022 12:03 | 345                                                       | 99,98 | 1 | 10 | L | E | –2569,4 | 18°26′13″ с. ш. 77°27′03″ в. д. / 18,43707° с. ш. 77,45076° в. д.                                                                        | NE | 63 | 63 | 174                                                                                           | 9                                                                                             |
| 20      | 25.02.2022 10:02 | 364                                                       | 130,3 | 4,4 | 10 | E | M | –2570,4 | 18°26′36″ с. ш. 77°26′55″ в. д. / 18,44336° с. ш. 77,44859° в. д.                                                                        | N | 391 | 391 | 192                                                                                           | 10                                                                                            |
| 21      | 10.03.2022 10:02 | 375                                                       | 129,2 | 3,85 | 10 | M | N | –2558,6 | 18°26′43″ с. ш. 77°26′32″ в. д. / 18,44514° с. ш. 77,44220° в. д.                                                                        | NW | 370 | 370 | 191                                                                                           | 10                                                                                            |
| …       | 15.03.2022 10:03 | 379                                                       | Фото стоянки «N»: посадка на край дюны                                                                                                   | Фото стоянки «N»: посадка на край дюны                                                                                                   | Фото стоянки «N»: посадка на край дюны                                                                                                   | Фото стоянки «N»: посадка на край дюны                                                                                                   | Фото стоянки «N»: посадка на край дюны                                                                                                   | Фото стоянки «N»: посадка на край дюны                                                                                                   | Фото стоянки «N»: посадка на край дюны                                                                                                   | Фото стоянки «N»: посадка на край дюны                                                                                                   | Фото стоянки «N»: посадка на край дюны                                                                                                   | Фото стоянки «N»: посадка на край дюны                                                                                                   | —                                                                                             | 1                                                                                             |
| 22      | 20.03.2022 10:02 | 384                                                       | 101,4 | 1 | 10 | N | N | –2561,6 | 18°26′46″ с. ш. 77°26′35″ в. д. / 18,44611° с. ш. 77,44293° в. д.                                                                        | NE | 68 | 68 | 176                                                                                           | 9                                                                                             |
| 23      | 24.03.2022 10:03 | 388                                                       | 129,1 | 4 | 10 | N | P | –2565,8 | 18°27′02″ с. ш. 77°26′36″ в. д. / 18,45058° с. ш. 77,44329° в. д.                                                                        | NW | 358 | 358 | 191                                                                                           | 10                                                                                            |
| 24      | 03.04.2022 09:32 | 398                                                       | 69,8 | 1,45 | 10 | P | P | –2563,2 | 18°27′03″ с. ш. 77°26′33″ в. д. / 18,45077° с. ш. 77,44247° в. д.                                                                        | NW | 47,5 | 47,5 | 164                                                                                           | 6                                                                                             |
| 25      | 08.04.2022 10:02 | 403                                                       | 161,3 | 5,5 | 10 | P | Q | –2557,7 | 18°27′17″ с. ш. 77°25′50″ в. д. / 18,45477° с. ш. 77,43059° в. д.                                                                        | NW | 704 | 704 | 190                                                                                           | 10                                                                                            |
| 26      | 20.04.2022 11:37 | 414                                                       | 159,3 | 3,8 | 8 | Q | R | –2559,6 | 18°27′06″ с. ш. 77°25′50″ в. д. / 18,45163° с. ш. 77,43047° в. д.                                                                        | SE,W,NE | 187 | 360 | 190                                                                                           | 10                                                                                            |
| 27      | 24.04.2022 11:37 | 418                                                       | 153,25 | 3 | 10 | R | S | –2556,6 | 18°27′09″ с. ш. 77°25′35″ в. д. / 18,45252° с. ш. 77,42636° в. д.                                                                        | SE,SW,NW | 237 | 305 | 181                                                                                           | 12                                                                                            |
| 28      | 29.04.2022 11:52 | 423                                                       | 152,86 | 3,6 | 10 | S | T | –2549,56 | 18°27′26″ с. ш. 77°25′14″ в. д. / 18,45714° с. ш. 77,42068° в. д.                                                                        | NW | 421 | 421 | 180                                                                                           | 10                                                                                            |
| …       | 26.05.2022 15:29 27.05.2022 15:09                                                                                                | 449 450                                                   | Фото стоянки «T» Наземная прокрутка винтов                                                                                               | Фото стоянки «T» Наземная прокрутка винтов                                                                                               | Фото стоянки «T» Наземная прокрутка винтов                                                                                               | Фото стоянки «T» Наземная прокрутка винтов                                                                                               | Фото стоянки «T» Наземная прокрутка винтов                                                                                               | Фото стоянки «T» Наземная прокрутка винтов                                                                                               | Фото стоянки «T» Наземная прокрутка винтов                                                                                               | Фото стоянки «T» Наземная прокрутка винтов                                                                                               | Фото стоянки «T» Наземная прокрутка винтов                                                                                               | Фото стоянки «T» Наземная прокрутка винтов                                                                                               | 1 2                                                                                           | 1 —                                                                                           |
| 29      | 11.06.2022 15:27 | 465                                                       | 66,6 | 5,5 | 10 | T | U | –2550,29 | 18°27′22″ с. ш. 77°25′04″ в. д. / 18,45598° с. ш. 77,41768° в. д.                                                                        | W | 182 | 182 | 169                                                                                           | 5                                                                                             |
| …       | 18.06.2022 12:33 06.08.2022 14:54 14.08.2022 14:11                                                                               | 472 518 527                                               | Фото стоянки «U» Наземная прокрутка винтов на малых оборотах (50 об./мин.) Наземная прокрутка винтов на штатных оборотах (2573 об./мин.) | Фото стоянки «U» Наземная прокрутка винтов на малых оборотах (50 об./мин.) Наземная прокрутка винтов на штатных оборотах (2573 об./мин.) | Фото стоянки «U» Наземная прокрутка винтов на малых оборотах (50 об./мин.) Наземная прокрутка винтов на штатных оборотах (2573 об./мин.) | Фото стоянки «U» Наземная прокрутка винтов на малых оборотах (50 об./мин.) Наземная прокрутка винтов на штатных оборотах (2573 об./мин.) | Фото стоянки «U» Наземная прокрутка винтов на малых оборотах (50 об./мин.) Наземная прокрутка винтов на штатных оборотах (2573 об./мин.) | Фото стоянки «U» Наземная прокрутка винтов на малых оборотах (50 об./мин.) Наземная прокрутка винтов на штатных оборотах (2573 об./мин.) | Фото стоянки «U» Наземная прокрутка винтов на малых оборотах (50 об./мин.) Наземная прокрутка винтов на штатных оборотах (2573 об./мин.) | Фото стоянки «U» Наземная прокрутка винтов на малых оборотах (50 об./мин.) Наземная прокрутка винтов на штатных оборотах (2573 об./мин.) | Фото стоянки «U» Наземная прокрутка винтов на малых оборотах (50 об./мин.) Наземная прокрутка винтов на штатных оборотах (2573 об./мин.) | Фото стоянки «U» Наземная прокрутка винтов на малых оборотах (50 об./мин.) Наземная прокрутка винтов на штатных оборотах (2573 об./мин.) | — 2                                                                                           | 1 —                                                                                           |
| 30      | 20.08.2022 16:08 | 533                                                       | 33,3 | 0,5 | 5 | U | U | –2550,3 | 18°27′21″ с. ш. 77°25′04″ в. д. / 18,45597° с. ш. 77,41764° в. д.                                                                        | ↕ | 2,36 | 2,36 | 174                                                                                           | 2                                                                                             |
| 31      | 06.09.2022 15:48 | 550                                                       | 55,6 | 4,75 | 10 | U | V | –2549,37 | 18°27′21″ с. ш. 77°24′57″ в. д. / 18,45582° с. ш. 77,41591° в. д.                                                                        | W | 97,7 | 97,7 | 188                                                                                           | 4                                                                                             |
| …       | 10.09.2022 13:10 | 554                                                       | Фото стоянки «V» | Фото стоянки «V» | Фото стоянки «V» | Фото стоянки «V» | Фото стоянки «V» | Фото стоянки «V» | Фото стоянки «V» | Фото стоянки «V» | Фото стоянки «V» | Фото стоянки «V» | —                                                                                             | 1                                                                                             |
| 32      | 18.09.2022 15:48 | 561                                                       | 55,7 | 4,75 | 10 | V | W | –2547,28 | 18°27′21″ с. ш. 77°24′51″ в. д. / 18,45592° с. ш. 77,41424° в. д.                                                                        | W | 94,4 | 94,4 | 185                                                                                           | 4                                                                                             |
| 33      | 24.09.2022 16:18 | 567                                                       | 55,6 | 4,75 | 10 | W | X | –2545,47 | 18°27′20″ с. ш. 77°24′44″ в. д. / 18,45562° с. ш. 77,41227° в. д.                                                                        | W | 112,3 | 112,3 | 185                                                                                           | 4                                                                                             |
| …       | 18.10.2022 14:15 09.11.2022 13:49                                                                                                | 590 612                                                   | Фото стоянки «X» | Фото стоянки «X» | Фото стоянки «X» | Фото стоянки «X» | Фото стоянки «X» | Фото стоянки «X» | Фото стоянки «X» | Фото стоянки «X» | Фото стоянки «X» | Фото стоянки «X» | 1                                                                                             | —                                                                                             |
| 34      | 23.11.2022 16:34 | 625                                                       | 18,58 | 0 | 5 | X | X | –2545,47 | 18°27′20″ с. ш. 77°24′44″ в. д. / 18,45562° с. ш. 77,41226° в. д.                                                                        | ↕ | 0,123 | 0,123 | 3                                                                                             | —                                                                                             |

Общий налёт 7476,488 м

Дата последней сверки с источником: 29 ноября 2022 года.

### Séítah-N (рейсы 6 — 9)
Рейс № 6 (сол 91, 23.05.2021) 205 м ● 139,9 с ● 4 м/с ● высота 10 м ► «C», −2 569 м
Исходя анонса JPL от 19 мая, 6-й рейс ожидался «на следующей неделе», то есть, в интервале между 23 и 29 мая. Однако 27 мая подписчики уведомлений НАСА узнали, что старт состоялся практически досрочно (в субботу, 22 мая по зонам времени США, или 23 мая в 05:20 UTC), и что уже несколько дней JPL изучает возникшие в полёте аномалии. На выполнении полётного задания эти аномалии практически не отразились, а незначительный недолёт до расчётной точки «C» не вышел за границы 5-метрового посадочного эллипса. Предписанные цифры были достигнуты; Ingenuity:
- перемещался на высоте 10 метров против 5 метров в предыдущих рейсах (в 5-м рейсе вертолёт эту высоту набрал, но на ней не перемещался);
- достиг скорости 4 м/с против 3,5 м/с в рейсе № 4 и 2 м/с в рейсах № 3 и 5;
- пробыл в воздухе 140 секунд против 117 секунд в рейсе № 4[8].

Фотосъёмка с Perseverance
Маршрут протяжённостью 215÷220 метров складывался из трёх отрезков. Пройдя 150 метров на юго-запад, вертолёт должен был переложить курс на 45°, а затем пролететь 15-20 метров в южном направлении. Чтобы снимать при этом местность, расположенную на западе, вертолёту предстояло пройти этот короткий отрезок «боком», левым бортом вперёд. В завершение надо было ещё раз повернуть налево так, чтобы взять курс на северо-восток и пройти к месту посадки параллельно уже пройденному отрезку. Хотя эта крюкообразная трасса предполагала предварительный пролёт над полем «C» с возвратом к нему для посадки, о «кружении» над неизвестным районом речь не шла: по окончании показных полётов места посадок выбираются в основном без участия марсохода, но с активной проработкой орбитальных снимков и цифровой модели местности (DTM).
Камеры марсохода подтвердили, что все стойки шасси стоят на ровной поверхности, однако с первых сообщений СМИ рейс № 6 стали называть «аномальным». Так называемая «аномалия в 6-м рейсе» возникла на 54-й секунде и имела признаки «болтанки» воздушного судна с колебаниями крена и тангажа до 20°. Резко возрос трафик между авионикой и механизмами: реагируя на изменения картинки с камеры NAV, программа управления полётом посылала корректирующие сигналы на винт, чему сопутствовали пиковые скачки энергопотребления. Сбой был объяснён «потерей» одного из кадров NAV. 24 июня Цанетос оптимистично заявил, что продолжительность следующих полётов возрастёт до 3 минут, а протяжённость до километра).
Рейс № 7 (сол 107, 08.06.2021) 106 м ● 62,8 с ● 4 м/с ● высота 10 м ► «D», −2 569 м
Рейс № 8 (сол 120, 22.06.2021) 160 м ● 77,4 с ● 4 м/с ● высота 10 м ► «E», −2 569 м
В «послеаварийных» 7-8 рейсах по трассе «C→D→E» цветная камера RTE была отключена, как предположительно вызвавшая сбой. Коридор 7-9 рейсов остался на уровне 6-го (10 м); скорость в 6-8 рейсах составляла 4 м/с и лишь в девятом увеличилась до 5 м/с — этот рекорд продержался до 25-го рейса в апреле 2022 года.
О неудачной попытке взлёта 4 июня было сообщено post factum только 29 числа. Не состоялся старт и в дату, переназначенную на «не ранее воскресенья, 6 июня». Лишь 9 июня твиттер nasajpl сообщил, что 7-й рейс состоялся во вторник, 8 июня, и вертолёт перелетел на 106 метров к югу. 8-й рейс, заявленный 18 июня на «не ранее 21 июня», состоялся 22 июня. Перелетев ещё на 160 метров к югу, Ingenuity сел в 133,5 метрах от марсохода. 26 июня JPL сообщила о неудачной попытке старта 4 июня, об устранении сбоев, ранее освещённых в докладах от 9, 16, 17 и 29 апреля, а также о перепрошивке программы управления полётом, «сбрасывавшей таймер» по завершении медленной (50 об./мин.) прокрутки винтов.
Рейс № 9 (сол 133, 05.07.2021) 625 м ● 166,4 с ● 5 м/с ● высота 10 м ► «F», −2 580 м
2 июля JPL оповестила, что «не ранее, чем через два дня» состоится 9-й рейс, рекордный по протяжённости. Хотя пройденные 5 июля 625-метров не дотянули до обещанных в мае 1 километра за три минуты и аппарат сел в 47 метрах от центра расчётного 50-метрового эллипса (то есть, практически на его краю), качественная цель была достигнута. Вертолёт пересёк Сейтах наискосок курсом на юго-запад и, «срезав угол» относительно трассы марсохода, встал на стартовую позицию для обследования «Рельефных гряд» (Raised Ridges) — участка, названного месяц назад (6 июня) в числе четырёх областей исследований первой кампании. Гряды эти попали лишь на последнюю из 10 фотографий камеры RTE в виде парных линий камней, смутно вырисовывавшихся на дальнем плане на расстоянии 50-200 метров. Прессе было сообщено, что в следующем вылете будет проведена предварительная фоторазведка района, куда Perseverance непременно должен будет направиться для взятия образцов породы.
Уклон местности между точками взлёта (-2569,4 м) и посадки (-2579,9 м) составлял 10,5 м — более номинальной высоты полёта, или около 1 градуса. Полёт в направлении склона требовал совместить «противоречия» между инерциальным отсчётом по сумме движений «рулей высоты» и данными лидара. Если бы вертолёт удерживал заданную ему высоту полёта, подытоживая только постоянно изменяемые углы лопастей, то перед посадкой он оказался бы на высоте более 20 м вместо десяти. Программно задача была решена: размеры тени на кадрах NAV были стабильны, хотя траектория рейса разложилась на 172 отрезка, складывающихся в синусоиду.
Начиная с 9-го и вплоть до 15-го рейса JPL стала выкладывать на сайте НАСА по 10 цветных фотографий из каждого полноценного вылета.

### Séítah-S (рейсы 10 — 14)
Рейс № 10 (25 июля)
Рейс № 10 (сол 152, 24.07.2021) 233 м ● 165,4 с ● 5 м/с ● высота 12 м ► «G», −2 579 м
На брифинге 21 июля этот рейс анонсировала лично Дженнифер Троспер, заместитель руководителя всего проекта Марс-2020. Выдача полётного задания группе Ingenuity на столь высоком уровне дополнительно подчёркивала наличие «заказа» со стороны группы Perseverance на фотографирование «Рельефных гряд». Через два дня, 23 июля Цанетос уточнил детали и опубликовал карту маршрута протяжённостью 233 метра с расстоянием между точками взлёта и посадки около 95 метров. Впервые после 6-го рейса трасса была многозвенной и представляла собой четыре хорды разорванного овала. Последовательно проходя эти отрезки по часовой стрелке, вертолёт делал поворот направо от ~30° до ~135°. Как и в 6-м рейсе, ради фотографирования вертолёт двигался «боком вперёд». Аэрофотосъёмка «Рельефных гряд» производилась не с низкой, как это можно было ожидать, а наоборот, с рекордной на тот момент для вертолёта 12-метровой высоты.
Рейс № 11 (сол 163, 05.08.2021) 383 м ● 130,9 с ● 5 м/с ● высота 12 м, ► «H», −2 570 м
Новому полю «H» была определена роль базы рекогносцировочных вылетов в зону предстоящей работы марсохода. Объявив 11-й рейс техническим перегоном на эту базу, JPL не выдала заданий по цветной аэрофотосъёмке, проложив трассу к западу от Artuby, хотя учёные уже «присмотрели» эти гряды ранее, а впоследствии взяли оттуда пробы. Не обременённый задачами зависать и менять курс по пути, вертолёт повторил рекорды предыдущего рейса по скорости и высоте. На протяжении всего полёта инерционная навигация осуществлялась в движении «задним ходом». Южнее старта «G » находился Perseverance; туда же, назад была обращена и цветная камера RTE. Хотя марсоход из её поля зрения не выпадал, различить его оказалось возможным лишь на самом первом из 10 снимков «цветной фотосессии» этого полётного дня.
Имя «Рельефных гряд» оказалось в центре внимания после 5 июля (133-й сол), когда на заднем плане последней цветной фотографии из перелёта через Сейтах смутно появились спаренные цепочки валунов. Их облёт был совершён в 10-м рейсе 24 июля (152-й сол). На 169-й сол Perseverance, обогнув Сейтах, вышел на трассу вдоль гряд Артуби. Проведя 6 солов (171—176) рядом с уже нанесённой на карты точкой ответвления к «Рельефным грядам», на этот перегон марсоход так и не свернул. В ускоренном темпе он двинулся дальше на северо-запад, к «Цитадели» — объекту, который был намечен для обследования ещё в июне, по фотографиям с восточной стороны Сейтаха.
6 сентября агентство (AFP) со ссылкой на главного учёного экспедиции Кена Фарлея сообщило, что по фотографиям регион предстал неинтересным, и марсоход туда могут и не послать. AFP ошибочно указало 12-й рейс, но позже Баларам вновь настоял, что причиной отказа от поездки к «Рельефным грядам» была аэрофотосъёмка именно из 10-го вылета.
Рейс № 12 (сол 174, 16.08.2021) 450 м ● 169,5 с ● 4,3 м/с ● высота 10 м ► «H», −2 570 м
Рейс № 13 (сол 193, 05.09.2021) 210 м ● 160,5 с ● 3,3 м/с ● высота 8 м ► «H», −2 570 м
12-й и 13-й рейсы над Сейтахом
В августе истекал срок финансирования дополнительного этапа, и 12-й рейс дал команде вертолёта шанс показать реальную пользу цветной аэрофотосъемки для работы марсохода. В издании Spectrum появилась одна из фотографий 12-го рейса, которая, по утверждению автора, помогла марсоходу немного скорректировать путь объезда одного холмика в гряде Артуби.
До примерно месячной паузы на время ухода Марса за Солнце относительно Земли вертолёт совершил ещё один, 13-й рейс по той же схеме с углублением в Сейтах и возвратом к месту старта с 10 новыми цветными снимками. Технических рекордов не устанавливалось; наоборот, скорость, высота и протяжённость от рейса к рейсу снижались.
Рейс состоялся уже за пределами назначенного в апреле срока вывода вертолёта из эксплуатации, но на протяжении сентября 2021 года финансирование Ingenuity вновь пролонгировали.
Спустя два с половиной месяца, 18 ноября JPL представила синхронную съёмку взлёта и посадки вертолёта обеими камерами Mastcam-Z с отдельными установками зума для каждой при частоте не менее 7 цветных кадров в секунду. Компьютер Perseverance без сбоев обработал трафик, хотя «Spectrum» ранее заметил, что вычислительные мощности марсохода слабее, чем у вертолёта.
Рейс № 14 (сол 241, 24.10.2021) 210 м ● 23 с ● подскок до 5 м ► «H», −2 570 м
На период верхнего соединения Земли и Марса с 28 сентября по 17 октября (217—235 солы) НАСА объявила мораторий на радиообмен со всеми марсианскими аппаратами. Тем временем, уже к середине сентября для взлёта пришлось форсировать режим с 2500 до 2700 об./мин. После проверочной раскрутки винтов, 15 сентября был назначен подскок на высоту 5 метров на дату «не ранее 17-го». Первая попытка состоялась 18 сентября, но программа взлёта самозавершилась по сигналам о неполадках в двух сервоприводах. Испытания были завершены уже после коммуникационной паузы. Пробная прокрутка состоялась 23 октября, и на следующий день вертолёт, наконец, взлетел.

### Возвращение к месту высадки (рейсы 15 — 20)
Научная работа Марс-2020 началась с Сейтаха благодаря неточности спуска с орбиты, когда «небесный кран» оказался в 1,7 км от центра расчётного эллипса (позже эту область назвали «Три рукава», англ. Three Forks). Обследование начали с Сейтаха, дойдя до его южной оконечности. Вариант возвращения оттуда к склонам дельты мимо «Рельефных гряд» отпал, и аппараты было решено направить назад по собственным следам: сначала против часовой стрелки вокруг Сейтаха, затем на север к району посадки OEB/WBF и уже оттуда к «Трём рукавам». Вертолёту предстояло выступить в поход заблаговременно, чтобы упредить Perseverance, обгоняющий Ingenuity за несколько солов.
Подъём отметок высот в перелёте «F→E», обратном 9-му рейсу, составил в общей сложности 12,8 метров (-2569,4 против −2582,2). С учётом пониженного атмосферного давления трассу предполагали разбить на 4-7 «укороченных перебежек». В итоге их оказалось четыре с промежуточными посадками внутри Сейтаха в точках «J», «K» и «L». Завершающий отрезок «E→M» шёл вдоль Сейтаха на север параллельно трассам 7 и 8 рейсов («C→D→E»).
Рейс № 15 (сол 254, 06.11.2021) 407 м ● 128,8 с ● 5 м/с ● высота 12 м ► «F», −2 579 м
Рейс № 16 (сол 268, 21.11.2021) 116 м ● 107,9 с ● 1,5 м/с ● высота 10 м ► «J», −2 582 м
Рейс № 17 (сол 282, 05.12.2021) 187 м ● 117 с ● 2,5 м/с ● высота 10 м ► «K», −2 580 м
Рейс № 18 (сол 292, 15.12.2021) 230 м ● 125 с ● 2,5 м/с ● высота 10 м ► «L», −2 573 м
Рейс № 19 (сол 346, 08.02.2022) 62 м ● 99,98 с ● 1 м/с ● высота 10 м ► «E», −2 569 м
Рейс № 20 (сол 364, 26.02.2022) 391 м ● 130,38 с ● 4,4 м/с ● высота 10 м ► «M», −2 570 м
15-й рейс возвращал вертолёт на «аэродром F» — 5 июля 2022 года он уже садился в этот 100-метровый кратер, завершая рекордный 625-метровый перелёт через Сейтах. В задание, оглашённое за сутки до вылета, была включена расчётная продолжительность (130 секунд) — параметр, волатильный при заранее неизвестных скорости и направлении ветра. Исполнить задание с точностью до метра и секунды не получилось: вертолёт закончил полёт быстрее (128,8 с), пройдя при этом 407 метров вместо 406. Если в 9-м рейсе вертолёт ушёл от центра посадочного эллипса на 47 м, то на этот раз он оказался примерно в 45 м к северо-западу от точки предыдущей посадки; JPL оценила это, как «в пределах намеченной зоны». Фотографии местности, уже обследованной марсоходом, научной оценки не получила, а сама JPL охарактеризовала отбор точек этой цветной аэрофотосессии термином «оппортунистический» (Ingenuity opportunistically took images of science interest).
16-й рейс планировался на 20 ноября, но состоялся 21-го и проходил на беспрецедентно малой скорости 1,5 м/с.
В 17-м рейсе во время посадки на высоте 3 метров от земли сигнал от вертолёта пропал. Причиной было отсутствие прямой видимости между антеннами аппаратов, находившихся на расстоянии 187 метров: помеху создал 5-метровый холмик Bras. Цанетос переложил вину на команду марсохода, заявив, что при планировании трассы ровер находился в другом месте, но «планы Perseverance меняются день ото дня, чтобы максимизировать результаты научных исследований».
18-й рейс состоялся 15 декабря, хотя планировался на начало 20-х чисел. Ускорили и публикацию фотоматериалов: их обнародовали до официального отчёта. Однако о результатах очередной перепрошивки полётной программы, планировавшейся ещё 18 ноября, сообщено не было.
19-й рейс был первым в 2022 году. От площадки «E», с которой летом стартовал рекордный перелёт через Сейтах, вертолёт отделяло 62 метра по горизонтали и 4 метра вверх по вертикали. Но ни 5 января, ни 7 января вылет не состоялся: в первый день нового года на Сейтах с юга надвинулось облако пыли. «По неблагоприятным метеоусловиям» вылет перенесли сначала на 23 января, а затем на 8 февраля. При пробной раскрутке 28 января (сол 335) все 6 сервоприводов испытывали усиленное трение. Потребовалось две серии «раскачиваний» (wiggle tests) в 340 и 341 солы, чтобы сбросить предположительно осевшие литометеоры и подготовить автомат перекоса к полёту. На краях кадров навигационной камеры изображение деградировало, и чтобы вывести его из программной обработки, пришлось наложить виртуальную маску.
18 февраля (сол 355) Perseverance в режиме автонавигации миновал Ingenuity в 25 метрах к западу от поля «E» на одной с ним отметке высоты −2569 м. Несмотря на отсутствие помех по линии прямой видимости, вертолёт не сфотографировали.
20-й рейс. Покинув низины южного Сейтаха, вертолёт встал на южную точку меридиональной трассы «C→D→E», которую в июне 2021 года он прошёл в двух коротких перелётах № 7 и 8. Конечным пунктом «пути назад» назывался «аэродром братьев Райт», с которого предстояло начать новую серию перелётов на северо-запад, через Сейтах, в направлении склонов наносов дельты. Однако трассу «E→M» сдвинули западнее «C→D→E», а «аэродром M» определили на 150 м юго-западнее WBF. Назначенный «не ранее 25 февраля» вылет на «M» состоялся на сол позже, и 26-го числа Ingenuity сел на дне выемки шириной около 60 метров и глубиной до 3 метров.
Планы перелётов к подножью дельты

### Вновь через Сейтах к «Трём рукавам» (рейсы 21 — 28)
Рейс № 21 (сол 375, 10.03.2022) 370 м ● 129,2 с ● 3,85 м/с ● высота 10 м ► «N», −2 559 м
Рейс № 22 (сол 384, 20.03.2022) 68 м ● 101,4 с ● 1 м/с ● высота 10 м ► «N», −2 562 м
Рейс № 23 (сол 388, 24.03.2022) 358 м ● 129,1 с ● 3,85 м/с ● высота 10 м ► «P», −2 566 м
Рейс № 24 (сол 398, 03.04.2022) 47 м ● 69,5 с ● 1,45 м/с ● высота 10 м ► «P», −2 563 м
Рейс № 25 (сол 403, 08.04.2022) 704 м ● 161,5 с ● 5,5 м/с ● высота 10 м ► «Q», −2 557 м
Рейс № 26 (сол 414, 20.04.2022) 360 м ● 159,3 с ● 3,8 м/с ● высота 8 м ► «R», −2 560 м
Рейс № 27 (сол 418, 24.04.2022) 307 м ● 153,3 с ● 3 м/с ● высота 10 м ► «S», −2 557 м
Рейс № 28 (сол 423, 29.04.2022) 421 м ● 152,9 с ● 3,6 м/с ● высота 10 м ► «T», −2 550 м
В этой серии перелётов Ingenuity должен был вновь попытаться опередить Perseverance, чтобы выступить разведчиком путей у склонов дельты. Пока колёсный аппарат делал пятикилометровый крюк в обход поля песчаных дюн и каменистых возвышений, команда винтокрыла рассчитывала срезать угол, пройдя на северо-запад над перевалом (Northwest Passage, или Кирит Унгол, как его назвал любитель Толкина Цанетос). По ходу этой «гонки» расстояние между аппаратами достигло 1,3 км; их радиообмен превзошёл паспортный предел удаления по связи, составлявший 1 км.
В марте атмосферное давление росло вяло, не позволяя вернуться к штатным 2537 об./мин. и 160—170 секундам полёта. В 21-25 рейсах старты перенесли с 12 на 10 часов (в 24-м даже на 9:30 утра). 15 марта был опубликован сводный план 21-23 полётов.
21-й рейс, назначенный «не ранее 5 марта», состоялся 10 марта. Подъём по трассе «M→N» составил 11,8 метра; аппарат вышел на самую высокую на тот момент отметку −2559 м. Однако посадка была близка к аварийной: левая передняя стойка зависла над гребнем дюны, на которую сел вертолёт. Профиль следующего отрезка «N→(O)» позволял пересечь «Кирит Унгол» напрямую, поднявшись на стандартные 10 м и пройдя с пятиметровым запасом над местной господствующей высотой −2554 метра. Но в плане был предпочтён облёт этого массива по L-образной траектории с изломом более 90° против часовой стрелки.
22-й рейс закончился на 102-й секунде посадкой в 68 м от старта. Первоначально эту точку обозначили «O», но спустя сутки полёт переквалифицировали в подскок «N→N». Через 4 сола 23-й рейс завершил эту часть программы перелётом «N→P» (от литеры «O» отказались). 24-й рейс вновь оказался укороченным и также был зарегистрирован как подскок «P→P».
25-й рейс завершил эту серию перелётов, обновив рекорды скорости (5,5 м/с) и протяжённости (704 м). После этого Ingenuity «отдыхал» 11 солов (403—413) на гелидроме «Q», а Perseverance прошёл более 1,1 км вдоль склонов дельты до точки «Три рукава» и опередил вертолёт, оказавшись уже к западу от него.
26-й рейс стал второй и последней комплексной демонстрацией как операционных, так и технических возможностей при выполнении главной задачи аппарата — аэрофотосъёмки. Если в 10-м рейсе снимки «Рельефных гряд» были нужны учёным, то на этот раз «бенефициарами» стали инженеры и конструкторы НАСА, получившие фотографии парашюта и фрагментов «скорлупы» посадочного модуля экспедиции. Если в 10-м рейсе цветное фотографирование производилось только на двух центральных отрезках трассы с манёврами фюзеляжем в пределах ~30°, то в 26-м рейсе фотографии делались на всех четырёх отрезках, а азимут съёмки изменился на противоположный. Ради фотографирования коридор полёта был снижен до 8 м.
27-й рейс. На первой половине пути вертолёт продолжил полёт на запад, чтобы завершить съёмку гряды с остатками модуля EDL в движении «задним ходом». Пролетев таким образом примерно 100 метров, вертолёт переложил курс на северо-запад, к обрывистым склонам дельты. 28-й рейс продолжил полёт по этому же азимуту, завершив его неподалёку от места, где марсоход работал в 405-406-й сол. За апрель это был уже пятый по счёту вылет — такой интенсивности стартов не было со времени демонстрационной программы, когда за апрель 2021 года было сделано 4 вылета.

### Вдоль переднего края дельты (рейсы 29 — 34)
Рейс № 29 (сол 465, 11.06.2022) 182 м ● 66,6 с ● 5,5 м/с ● высота 10 м ► «U», −2 550 м
Рейс № 30 (сол 533, 20.08.2022) 2 м ● 33,3 с ● подскок до 3 м ► «U», −2 550 м
Рейс № 31 (сол 550, 06.09.2022) 98 м ● 55,6 с ● 4,75 м/с ● высота 10 м ► «V», −2 549 м
Рейс № 32 (сол 561, 18.09.2022) 94 м ● 55,7 с ● 4,75 м/с ● высота 10 м ► «W», −2 547 м
Рейс № 33 (сол 567, 24.09.2022) 112 м ● 55,6 с ● 4,75 м/с ● высота 10 м ► «X», −2 545 м
Рейс № 34 (сол 625, 23.11.2022) 0 м ● 18,6 с ● подскок до 5 м ► «X», −2 545 м
29-й рейс. Снижение отдачи солнечных батарей в зимний, пыльный период было событием ожидаемым. К июню из-за недозарядки аккумуляторов дефицит энергии составил 2 % с перспективой роста до 7 % к зимнему солнцестоянию (около 500-го сола). Для экономии энергии порог включения обогрева снизили с −15 °C до −40 °C. Однако оказалось, что без обогрева остаётся и таймер бортового компьютера, из-за сброса которого с 3 по 5 мая (427—429 сол) связь с Ingenuity была потеряна. Чтобы «найти» вертолёт, пришлось отложить все работы по плану экспедиции и перевести марсоход в режим круглосуточного мониторинга эфира. На протяжении нескольких недель «накопления» энергии направлялись на докачку фотографий из предыдущих рейсов. 26 и 27 мая была проведена прокрутка винтов, и подготовка к 29-му рейсу продолжилась. 6 июня Ховард Грип сообщил, что из-за отключения обогрева инклинометр вышел из строя, и его функции переданы другим датчикам инерциальной навигации.
О том, что 11 июня рейс состоялся, стало известно 2 дня спустя по факту появления в фотобанке НАСА новых 5 кадров камеры NAV, а 14-го новая запись появилась и в журнале полётов. 18 июня (сол 472) был сделан один, и 20 июля (сол 503) ещё три контрольных цветных снимка посадочной площадки «U».
30-й рейс (подскок на 5 метров). 13 июля JPL уведомила, что следующий старт откладывается до начала августа при подходящих погодных условиях. 6 августа прошла проверка на минимальных (50 об./мин.), а 15 августа на несколько секунд двигатель был выведен на штатные обороты. Краткосрочный (33 сек.) подскок с минимальным смещением на 2 метра по горизонтали состоялся 20 августа. Было объявлено, что в сентябре планируется новая перепрошивка полётной программы для повышения точности посадки.
31-й рейс , 32-й рейс и 33-й рейс состоялись, соответственно, 6, 18 и 24 сентября. Эти рейсы планировались исходя из одних и тех же предпосылок расхода энергии, и поэтому были одинаковы по высоте (10 м), скорости (4,75 м/с) и, округлённо, времени. В промежутке между 31 и 32 рейсами, 10 сентября, был сделан один цветной снимок с места стоянки. В 32-й рейс с гелидрома «V» вертолёт ушёл без предуведомления; 33-й рейс был заявлен 22 сентября на дату «не ранее 24-го». По 32 и 33 рейсам первые 5 кадров навигационной камеры поступили в фотобанк НАСА менее, чем через сутки. При просмотре кадров из 33-го рейса обнаружилось, что ветер принёс на стоянку один из множества фрагментов спускаемого модуля, разбросанных по кратеру при посадке 18 февраля 2022 года. Обрывок материала обмотался за одну из стоек шасси, но на полпути между «W» и «X» отцепился и вновь упал на Марс.
34-й рейс (подскок на 5 метров) был запланирован на 10 ноября 2022 года, но состоялся на 13 дней позже: обновление полётной программы заняло несколько недель. Этот самый короткий из всех стартов (18 секунд) команда вертолёта расценила как самый важный: в ПО добавлены алгоритмы оценки места посадки, что помогает избежать аварий.

## От демонстрационного образца к серийному изделию

### «Не тот аппарат надо было назвать „Настойчивость“»
Вспоминая в конце 2021 года о перипетиях истории и полётов Ingenuity, старший редактор IEEE Spectrum Эван Аккерман пошутил: «Может быть, „Настойчивостью“ (англ. Perseverance) следовало назвать этот маленький марсианский вертолётик?». Проявлять настойчивость команде вертолёта пришлось ещё на этапе борьбы за место на борту космического корабля. Вплоть до конца 2010-х годов немало руководителей НАСА, учёных и сотрудников JPL активно выдвигали контраргументы против интеграции вертолёта в ближайшую экспедицию. На протяжении трёх лет будущий Ingenuity разрабатывался вне проекта «Марс 2020» и его бюджета. Когда весной 2018 года руководство НАСА приняло заверения, что добавление вертолёта не навредит целям экспедиции, главный учёный этого проекта Кеннет Фарлей заявил, что из факта принятия Ingenuity на борт отнюдь не следует, что коллектив поддерживает это решение даже при гарантиях отсутствия риска:

…я сам не сторонник вертолёта и не верю, что среди участников всего проекта «Марс-2020» найдутся сторонники вертолёта.
Оригинальный текст
That doesn’t mean, though, that the project supports adding the helicopter even if it doesn’t increase the mission’s risk. “I am not an advocate for the helicopter, and I don’t believe the Mars 2020 project has been an advocate for the helicopter,” he said. That opposition is based on the belief that the helicopter will be a distraction, taking away from the rover’s primary science work, at least for a short time..

Убеждённый, что вертолёт — отвлечение группы учёных от приоритетной научной задачи, недопустимое даже на короткое время, Фарлей резюмировал:

…лично я противник вертолёта, потому что мы тут все напряжённо трудимся ради эффективности, и 30 дней, потраченные на демонстрацию технологий, не продвинут нас к намеченным целям с научной точки зренияОригинальный текст
This comes right out of science time… I have personally been opposed to it because we are working very hard for efficiencies and spending 30 days working on a technology demonstration does not further those goals directly from the science point of view.
.

Скептицизм части руководства НАСА не был безосновательным. Учёные, инженеры и менеджеры исходили из прагматического сопоставления пользы дополнительной аэроразведки с издержками, которые неизбежно ложатся на график выполнения марсоходом всех возложенных на него задач. Ещё 30 апреля, полемизируя с Ми-Ми Аунг в эфире совместной конференции, Дженнифер Троспер предупредила, что благодаря автонавигации марсоход в конечном счёте опережает вертолёт. Эти расчёты подтвердились весной 2022 года: к началу 400-х солов вертолёт так и не занял опережающую позицию на трассе вдоль склонов дельты, хотя покрыл расстояние в несколько раз меньше, чем ровер. Из-за возросших потерь времени на подзарядку и передачу телеметрии сорвалась и попытка вывести вертолёт на позиции прокладчика трассы, запланированная при подъёме в дельту.
По завершении «испытательного окна» НАСА продлило поддержку Ingenuity ещё на 30 солов, ограничив частоту вылетов 1 рейсом в несколько недель. В дальнейшем некоторые высшие руководители НАСА продолжали гасить ажиотаж в отношении марсианского вертолёта. Так, обращаясь напрямую ко всем сотрудникам проекта Марс-2020, директор программы исследования Марса Э. Янсон и главный исследователь Марса М. Мейер призвали персонал «быть в высшей степени дисциплинированными и сконцентрироваться на сборе образцов». В их докладе Комитету по исследованию планет (Planetary Advisory Committee, PAC) 14.6.2021 вертолёт упоминался только в прошедшем времени: «разместили Ingenuity и завершили фазу демонстрации технологий».

### Демонстрация способности выйти за границы возможного
В конце 2021 года Национальная академия наук США представила очередную 10-летнюю концепцию изучения космоса на период до 2032 года. Упор в ней делался на удешевлённые (англ. low-cost) проекты. Отправка на Марс новых марсоходов третьего поколения класса Curiosity/Perseverance (а с ними и вертолётов) не предусматривалась. Это могло отодвинуть и без того дальние сроки внедрения уже разработанных улучшений вертолёта ещё как минимум на 10 лет. Однако идея марсианских вертолётов не попала на архивную полку: несмотря на урезание расходов по Марсу, суммы для завершения программы доставки образцов грунта предусматривались. В марте 2022 года инженеры AeroVironment, ранее создавшие Ingenuity, представили концепцию нового вертолёта грузоподъёмностью 280 г. Манипулятор весом 90 г и самодвижущееся шасси позволяют использовать аппараты этого типа взамен специального марсохода для подбора гильз с образцами, собранными Perseverance.
Благодаря Ingenuity концепция марсианской научной лаборатории (англ. Mars Science Laboratory, сокр. MSL — название экспедиции, доставившей на Марс Curiosity) получила развитие в направлении научно-исследовательского комплекса, где самодвижущийся «научный комбинат» дополняется вспомогательным оперативным подразделением. Инерциальная навигация и полётная программа продолжали совершенствоваться по ходу «демонстрации операций». Экспедиция по возврату образцов требует многократно проходить по трассе, уже заснятой на камеру NAV. При погрузке кернов каждый возвратный рейс должен завершаться в точке вылета, и точность приземления была поставлена в задание 31-го рейса, а в 34-м рейсе прошёл пробную обкатку модуль полётной программы, интегрирующий её с цифровой моделью Марса. Разреженная атмосфера с плотностью 1/100 земной физически не позволяет повторять манёвры и приёмы посадки земных вертолётов. Один из конструкторов уподобил это езде со скоростью пешехода на 5-й передаче.
Применительно к уточнению рельефа Марса с вертолёта надо иметь в виду, что с кадрами RTE конкурируют стереопары Mastcam, снимаемые с 2-метровой высоты, причём в момент съёмки координаты кадров NAV/RTE неизвестны. В отчётах о рейсах 16-19 не упоминалось об использовании подробной аэрофотосъёмки 9-го рейса «E→F» при выборе точек промежуточных посадок «J», «K» и «L» при перелёте по этому же маршруту в обратном направлении. Между тем, именно здесь, в точке «K», при завершении 17-го рейса линия прямой видимости оказалась перекрыта в 3 метрах от грунта, и связь с марсоходом временно пропала.
Передача послеполётной телеметрии объёмом 700 Мб может растянуться до 3 солов. Каждый рейс вертолёта отнимает у марсохода как посредника в передаче данных и фотоматериалов около 6 часов. Цветная фотосъёмка остаётся актуальной и для «грузовых» вертолётов; в частности, им предстоит заснять старт корабля, на который будут загружены образцы грунта.
Таким образом, опыт Ingenuity будет применён раньше, чем это можно было бы ожидать. 15 сентября 2022 года директор Отдела планетарных наук НАСА Лори Глейз подтвердила намерение использовать два таких вертолёта, а 20 октября 2022 года Ванди Верма из JPL рассказала об этом в Аризонском университете.

## Справочные материалы
| site / drive | Сол | Дата       | Координаты                                                        | Координаты  | Координаты  | Отметка высот | Пробег, метров | Пробег, метров | Ingenuity                     |
| site / drive | Сол | Дата       | географические                                                    | northing    | easting     | Отметка высот | дневной        | итого          | Ingenuity                     |
| --- | --- | ---------- | ----------------------------------------------------------------- | ----------- | ----------- | ------------- | -------------- | -------------- | ----------------------------- |
| 3_0 | 13  | 3.3.2021   | 18°26′41″ с. ш. 77°27′03″ в. д. / 18,44463° с. ш. 77,45089° в. д. | 1093299,695 | 4354494,086 | -2569,91      | 0              | 0              |                               |
| 3_110 | 14  | 4.3.2021   | 18°26′40″ с. ш. 77°27′03″ в. д. / 18,44454° с. ш. 77,45095° в. д. | 1093294,73  | 4354497,517 | -2569,86      | 6,255          | 6,255          |                               |
| 3_386 | 15  | 5.3.2021   | 18°26′43″ с. ш. 77°27′04″ в. д. / 18,44514° с. ш. 77,45103° в. д. | 1093329,801 | 4354502,424 | -2569,94      | 36,393         | 42,648         |                               |
| 3_578 | 16  | 6.3.2021   | 18°26′43″ с. ш. 77°27′05″ в. д. / 18,44528° с. ш. 77,4515° в. д.  | 1093338,387 | 4354528,468 | -2569,29      | 27,434         | 70,082         |                               |
| 3_770 | 20  | 11.3.2021  | 18°26′43″ с. ш. 77°27′07″ в. д. / 18,44515° с. ш. 77,45186° в. д. | 1093330,59  | 4354548,64  | -2568,93      | 23,424         | 93,506         |                               |
| 3_792 | 23  | 14.3.2021  | 18°26′43″ с. ш. 77°27′06″ в. д. / 18,4452° с. ш. 77,45178° в. д.  | 1093333,786 | 4354544,202 | -2568,97      | 5,47           | 98,976         |                               |
| 3_828 | 29  | 20.3.2021  | 18°26′43″ с. ш. 77°27′07″ в. д. / 18,44516° с. ш. 77,45182° в. д. | 1093331,539 | 4354546,709 | -2568,93      | 3,943          | 102,919        |                               |
| 3_1044 | 31  | 22.3.2021  | 18°26′43″ с. ш. 77°27′05″ в. д. / 18,44518° с. ш. 77,45133° в. д. | 1093332,465 | 4354519,166 | -2569,6       | 33,391         | 136,31         |                               |
| 3_1266 | 32  | 23.3.2021  | 18°26′41″ с. ш. 77°27′04″ в. д. / 18,4447° с. ш. 77,4512° в. д.   | 1093304,014 | 4354511,566 | -2569,81      | 30,608         | 166,918        |                               |
| 3_1374 | 33  | 24.3.2021  | 18°26′41″ с. ш. 77°27′04″ в. д. / 18,44475° с. ш. 77,45102° в. д. | 1093307,106 | 4354501,886 | -2569,99      | 12,96          | 179,878        |                               |
| 3_1392 | 34  | 25.3.2021  | 18°26′41″ с. ш. 77°27′04″ в. д. / 18,44486° с. ш. 77,45102° в. д. | 1093313,659 | 4354501,722 | -2569,99      | 6,555          | 186,433        | выгрузка (42)                 |
| 3_1398 | 43  | 3.4.2021   | 18°26′42″ с. ш. 77°27′04″ в. д. / 18,44494° с. ш. 77,45102° в. д. | 1093318,259 | 4354501,894 | -2570,02      | 4,603          | 191,036        |                               |
| 3_1416 | 44  | 4.4.2021   | 18°26′42″ с. ш. 77°27′04″ в. д. / 18,44494° с. ш. 77,45102° в. д. | 1093318,415 | 4354501,662 | -2570,02      | 0,28           | 191,316        |                               |
| 3_1708 | 47  | 7.4.2021   | 18°26′41″ с. ш. 77°27′06″ в. д. / 18,44478° с. ш. 77,45153° в. д. | 1093308,697 | 4354530,283 | -2569,54      | 38,43          | 229,746        |                               |
| 3_1850 | 48  | 8.4.2021   | 18°26′42″ с. ш. 77°27′07″ в. д. / 18,44487° с. ш. 77,45182° в. д. | 1093314,164 | 4354546,553 | -2569,04      | 17,172         | 246,918        |                               |
| 3_1950 | 49  | 9.4.2021   | 18°26′41″ с. ш. 77°27′07″ в. д. / 18,4448° с. ш. 77,45202° в. д.  | 1093309,691 | 4354557,816 | -2568,98      | 12,127         | 259,045        |                               |
| 3_2046 | 52  | 12.4.2021  | 18°26′41″ с. ш. 77°27′08″ в. д. / 18,44475° с. ш. 77,45214° в. д. | 1093307,12  | 4354564,594 | -2569,05      | 11,523         | 270,568        |                               |
| 3_2150 | 65  | 26.4.2021  | 18°26′41″ с. ш. 77°27′08″ в. д. / 18,44467° с. ш. 77,45223° в. д. | 1093302,011 | 4354569,415 | -2569         | 8,499          | 279,067        |                               |
| 3_2208 | 66  | 27.4.2021  | 18°26′40″ с. ш. 77°27′08″ в. д. / 18,44453° с. ш. 77,4523° в. д.  | 1093293,855 | 4354573,466 | -2569,32      | 9,207          | 288,274        |                               |
| 3_2346 | 72  | 3.5.2021   | 18°26′39″ с. ш. 77°27′09″ в. д. / 18,44428° с. ш. 77,45252° в. д. | 1093278,999 | 4354585,826 | -2569,14      | 19,468         | 307,742        |                               |
| 3_2430 | 73  | 4.5.2021   | 18°26′39″ с. ш. 77°27′09″ в. д. / 18,44413° с. ш. 77,45259° в. д. | 1093269,989 | 4354589,755 | -2568,81      | 9,833          | 317,575        | рейс №5 (76)                  |
| 4_0 | 84  | 15.5.2021  | 18°26′39″ с. ш. 77°27′08″ в. д. / 18,44422° с. ш. 77,45228° в. д. | 1093275,518 | 4354572,28  | -2569,3       | 18,372         | 335,947        |                               |
| 4_48 | 86  | 17.5.2021  | 18°26′39″ с. ш. 77°27′08″ в. д. / 18,44416° с. ш. 77,45222° в. д. | 1093272,017 | 4354569,045 | -2569,2       | 4,767          | 340,714        | рейс №6 (91)                  |
| 4_136 | 91  | 23.5.2021  | 18°26′38″ с. ш. 77°27′08″ в. д. / 18,44388° с. ш. 77,45221° в. д. | 1093255,418 | 4354568,374 | -2569,23      | 19,67          | 360,384        |                               |
| 4_218 | 100 | 1.6.2021   | 18°26′38″ с. ш. 77°27′08″ в. д. / 18,44376° с. ш. 77,45216° в. д. | 1093248,456 | 4354565,816 | -2569,197     | 16,433         | 376,817        |                               |
| 4_372 | 102 | 3.6.2021   | 18°26′36″ с. ш. 77°27′06″ в. д. / 18,44325° с. ш. 77,45153° в. д. | 1093218,345 | 4354530,161 | -2568,954     | 47,578         | 424,395        |                               |
| 4_430 | 103 | 4.6.2021   | 18°26′35″ с. ш. 77°27′04″ в. д. / 18,443° с. ш. 77,45119° в. д.   | 1093203,102 | 4354511,439 | -2568,864     | 24,192         | 448,587        |                               |
| 4_510 | 104 | 5.6.2021   | 18°26′33″ с. ш. 77°27′03″ в. д. / 18,44242° с. ш. 77,45086° в. д. | 1093169,054 | 4354492,887 | -2568,932     | 38,82          | 487,407        |                               |
| 4_592 | 105 | 6.6.2021   | 18°26′31″ с. ш. 77°27′03″ в. д. / 18,44201° с. ш. 77,4507° в. д.  | 1093144,443 | 4354483,453 | -2568,51      | 26,57          | 513,977        | рейс №7 (107)                 |
| 4_644 | 107 | 8.6.2021   | 18°26′31″ с. ш. 77°27′02″ в. д. / 18,44188° с. ш. 77,45068° в. д. | 1093136,715 | 4354482,512 | -2568,522     | 9,053          | 523,03         |                               |
| 4_738 | 108 | 9.6.2021   | 18°26′30″ с. ш. 77°27′01″ в. д. / 18,44178° с. ш. 77,45032° в. д. | 1093130,825 | 4354462,152 | -2568,673     | 21,848         | 544,878        |                               |
| 4_822 | 109 | 10.6.2021  | 18°26′28″ с. ш. 77°26′59″ в. д. / 18,44112° с. ш. 77,44973° в. д. | 1093091,803 | 4354428,843 | -2568,707     | 51,636         | 596,514        |                               |
| 4_922 | 110 | 11.6.2021  | 18°26′25″ с. ш. 77°26′59″ в. д. / 18,4402° с. ш. 77,44964° в. д.  | 1093037,237 | 4354424,255 | -2568,9       | 56,896         | 653,41         |                               |
| 4_1062 | 113 | 14.6.2021  | 18°26′23″ с. ш. 77°26′58″ в. д. / 18,43961° с. ш. 77,44954° в. д. | 1093002,356 | 4354418,312 | -2569,137     | 35,749         | 689,159        |                               |
| 4_1250 | 116 | 17.6.2021  | 18°26′21″ с. ш. 77°26′58″ в. д. / 18,43907° с. ш. 77,4494° в. д.  | 1092970,249 | 4354410,67  | -2568,073     | 46,266         | 735,425        | рейс №8 (120)                 |
| 4_1422 | 122 | 23.6.2021  | 18°26′22″ с. ш. 77°26′58″ в. д. / 18,43957° с. ш. 77,44941° в. д. | 1093000,012 | 4354411,196 | -2568,959     | 30,397         | 765,822        |                               |
| 4_1644 | 123 | 24.6.2021  | 18°26′18″ с. ш. 77°26′59″ в. д. / 18,43846° с. ш. 77,44964° в. д. | 1092934,074 | 4354423,77  | -2568,479     | 72,8           | 838,622        |                               |
| 4_1712 | 124 | 25.6.2021  | 18°26′18″ с. ш. 77°26′58″ в. д. / 18,43834° с. ш. 77,44956° в. д. | 1092927,062 | 4354419,546 | -2568,213     | 8,187          | 846,809        |                               |
| 4_1776 | 126 | 27.6.2021  | 18°26′17″ с. ш. 77°26′59″ в. д. / 18,43804° с. ш. 77,44982° в. д. | 1092909,298 | 4354434,19  | -2568,582     | 24,706         | 871,515        |                               |
| 4_1860 | 127 | 29.6.2021  | 18°26′15″ с. ш. 77°27′00″ в. д. / 18,43738° с. ш. 77,44996° в. д. | 1092870,189 | 4354441,988 | -2569,112     | 40,369         | 911,884        |                               |
| 4_1878 | 128 | 30.6.2021  | 18°26′15″ с. ш. 77°27′00″ в. д. / 18,43743° с. ш. 77,44996° в. д. | 1092873,002 | 4354442,314 | -2569,176     | 2,832          | 914,716        |                               |
| 4_2222 | 129 | 1.7.2021   | 18°26′13″ с. ш. 77°27′01″ в. д. / 18,43704° с. ш. 77,45041° в. д. | 1092850,236 | 4354467,38  | -2569,245     | 51,438         | 966,154        |                               |
| 5_0 | 130 | 2.7.2021   | 18°26′09″ с. ш. 77°27′06″ в. д. / 18,43576° с. ш. 77,45173° в. д. | 1092773,812 | 4354541,286 | -2570,634     | 125,464        | 1091,618       |                               |
| 5_500 | 131 | 3.7.2021   | 18°26′03″ с. ш. 77°27′07″ в. д. / 18,43403° с. ш. 77,45205° в. д. | 1092671,686 | 4354559,375 | -2573,354     | 105,84         | 1197,458       | рейс №9 (133)                 |
| 5_894 | 134 | 6.7.2021   | 18°25′57″ с. ш. 77°27′08″ в. д. / 18,43248° с. ш. 77,45229° в. д. | 1092579,398 | 4354573,279 | -2575,162     | 94,725         | 1292,183       |                               |
| 5_1388 | 135 | 7.7.2021   | 18°25′52″ с. ш. 77°27′08″ в. д. / 18,43114° с. ш. 77,45215° в. д. | 1092500,047 | 4354565,102 | -2580,235     | 104,221        | 1396,404       |                               |
| 5_1572 | 136 | 8.7.2021   | 18°25′50″ с. ш. 77°27′07″ в. д. / 18,43056° с. ш. 77,45204° в. д. | 1092466,152 | 4354559,214 | -2582,63      | 36,408         | 1432,812       |                               |
| 5_1812 | 137 | 9.7.2021   | 18°25′48″ с. ш. 77°27′08″ в. д. / 18,42998° с. ш. 77,45215° в. д. | 1092431,417 | 4354565,203 | -2583,792     | 37,479         | 1470,291       | рейс №10 (152)                |
| 5_2296 | 153 | 25.7.2021  | 18°25′42″ с. ш. 77°27′07″ в. д. / 18,42837° с. ш. 77,45203° в. д. | 1092336,2   | 4354558,357 | -2585,87      | 99,634         | 1569,925       |                               |
| 5_2512 | 155 | 27.7.2021  | 18°25′40″ с. ш. 77°27′06″ в. д. / 18,42778° с. ш. 77,45158° в. д. | 1092300,915 | 4354532,897 | -2585,087     | 44,484         | 1614,409       |                               |
| 6_0 | 157 | 29.7.2021  | 18°25′40″ с. ш. 77°27′06″ в. д. / 18,42769° с. ш. 77,45165° в. д. | 1092296,026 | 4354537,045 | -2584,922     | 6,571          | 1620,98        | рейс №11 (163)                |
| 6_170 | 168 | 10.8.2021  | 18°25′38″ с. ш. 77°27′06″ в. д. / 18,42725° с. ш. 77,45161° в. д. | 1092269,875 | 4354534,617 | -2582,788     | 31,869         | 1652,849       |                               |
| 6_410 | 169 | 11.8.2021  | 18°25′40″ с. ш. 77°27′03″ в. д. / 18,42764° с. ш. 77,45081° в. д. | 1092292,916 | 4354489,589 | -2585,463     | 53,259         | 1706,108       |                               |
| 6_892 | 170 | 12.8.2021  | 18°25′42″ с. ш. 77°26′57″ в. д. / 18,42844° с. ш. 77,4492° в. д.  | 1092340,214 | 4354399,401 | -2585,785     | 104,552        | 1810,66        |                               |
| 6_1450 | 171 | 13.8.2021  | 18°25′46″ с. ш. 77°26′52″ в. д. / 18,42955° с. ш. 77,44768° в. д. | 1092405,858 | 4354313,697 | -2583,672     | 111,873        | 1922,533       |                               |
| 6_1648 | 173 | 15.8.2021  | 18°25′47″ с. ш. 77°26′49″ в. д. / 18,42961° с. ш. 77,44705° в. д. | 1092409,67  | 4354278,209 | -2581,385     | 39,211         | 1961,744       | рейс №12 (174)                |
| 6_1752 | 175 | 17.8.2021  | 18°25′47″ с. ш. 77°26′48″ в. д. / 18,42966° с. ш. 77,44679° в. д. | 1092412,611 | 4354263,98  | -2579,604     | 20,684         | 1982,428       |                               |
| 6_2250 | 177 | 19.8.2021  | 18°25′50″ с. ш. 77°26′44″ в. д. / 18,43051° с. ш. 77,44545° в. д. | 1092463,137 | 4354188,752 | -2579,368     | 93,936         | 2076,364       |                               |
| 6_2666 | 178 | 20.8.2021  | 18°25′51″ с. ш. 77°26′40″ в. д. / 18,43083° с. ш. 77,44431° в. д. | 1092481,61  | 4354124,422 | -2574,667     | 81,82          | 2158,184       |                               |
| 7_0 | 180 | 22.8.2021  | 18°25′51″ с. ш. 77°26′40″ в. д. / 18,43074° с. ш. 77,44437° в. д. | 1092476,503 | 4354127,515 | -2574,524     | 10,965         | 2169,149       | рейс №13 (193)                |
| 7_346 | 199 | 10.9.2021  | 18°25′52″ с. ш. 77°26′36″ в. д. / 18,43123° с. ш. 77,44332° в. д. | 1092505,595 | 4354068,95  | -2574,186     | 72,636         | 2241,785       |                               |
| 7_1172 | 200 | 12.9.2021  | 18°25′57″ с. ш. 77°26′26″ в. д. / 18,43255° с. ш. 77,44069° в. д. | 1092583,7   | 4353920,666 | -2571,841     | 169,855        | 2411,64        |                               |
| 7_1358 | 201 | 13.9.2021  | 18°25′58″ с. ш. 77°26′29″ в. д. / 18,4327° с. ш. 77,44129° в. д.  | 1092592,835 | 4353954,419 | -2574,247     | 42,233         | 2453,873       |                               |
| 7_1556 | 202 | 14.9.2021  | 18°26′00″ с. ш. 77°26′30″ в. д. / 18,43327° с. ш. 77,44176° в. д. | 1092626,708 | 4353981,044 | -2575,186     | 45,214         | 2499,087       |                               |
| 7_1716 | 203 | 15.9.2021  | 18°26′00″ с. ш. 77°26′32″ в. д. / 18,43333° с. ш. 77,44225° в. д. | 1092630,286 | 4354008,453 | -2574,432     | 29,355         | 2528,442       |                               |
| 7_1836 | 204 | 16.9.2021  | 18°26′00″ с. ш. 77°26′33″ в. д. / 18,4334° с. ш. 77,44241° в. д.  | 1092634,105 | 4354017,564 | -2573,582     | 17,007         | 2545,449       |                               |
| 7_2050 | 210 | 22.9.2021  | 18°26′02″ с. ш. 77°26′32″ в. д. / 18,43379° с. ш. 77,44212° в. д. | 1092657,036 | 4354001,307 | -2573,32      | 52,353         | 2597,802       | рейс №14 (241)                |
| 217–235: на период верхнего соединения Земли и Марса (28 сентября — 17 октября) введён мораторий на радиообмен с аппаратами |     |            |                                                                   |             |             |               |                |                |                               |
| 7_2246 | 237 | 20.10.2021 | 18°26′02″ с. ш. 77°26′34″ в. д. / 18,43391° с. ш. 77,44266° в. д. | 1092664,566 | 4354031,782 | -2571,05      | 32,519         | 2630,321       |                               |
| 7_2326 | 238 | 21.10.2021 | 18°26′02″ с. ш. 77°26′35″ в. д. / 18,43387° с. ш. 77,44296° в. д. | 1092661,839 | 4354048,478 | -2568,982     | 17,87          | 2648,191       |                               |
| 7_2440 | 239 | 22.10.2021 | 18°26′02″ с. ш. 77°26′35″ в. д. / 18,43396° с. ш. 77,44301° в. д. | 1092667,455 | 4354051,396 | -2568,986     | 11,663         | 2659,854       |                               |
| 8_0 | 248 | 31.10.2021 | 18°26′02″ с. ш. 77°26′35″ в. д. / 18,43396° с. ш. 77,44302° в. д. | 1092667,644 | 4354051,81  | -2569,154     | 0,697          | 2660,551       | рейс №15 (254) рейс №16 (268) |
| 8_64 | 278 | 1.12.2021  | 18°26′02″ с. ш. 77°26′35″ в. д. / 18,43393° с. ш. 77,44306° в. д. | 1092665,381 | 4354054,035 | -2568,706     | 6,336          | 2666,887       |                               |
| 8_256 | 280 | 3.12.2021  | 18°26′02″ с. ш. 77°26′33″ в. д. / 18,43388° с. ш. 77,44244° в. д. | 1092662,365 | 4354018,973 | -2572,03      | 36,265         | 2703,152       |                               |
| 8_410 | 281 | 4.12.2021  | 18°26′00″ с. ш. 77°26′31″ в. д. / 18,43344° с. ш. 77,44202° в. д. | 1092636,686 | 4353995,901 | -2574,434     | 36,265         | 2739,417       | рейс №17 (282)                |
| 8_458 | 283 | 6.12.2021  | 18°26′00″ с. ш. 77°26′31″ в. д. / 18,43346° с. ш. 77,44208° в. д. | 1092637,855 | 4353999,068 | -2574,299     | 3,978          | 2743,395       |                               |
| 8_734 | 285 | 8.12.2021  | 18°25′58″ с. ш. 77°26′29″ в. д. / 18,43277° с. ш. 77,44145° в. д. | 1092596,904 | 4353963,479 | -2574,898     | 62,35          | 2805,745       |                               |
| 9_0 | 286 | 9.12.2021  | 18°25′58″ с. ш. 77°26′29″ в. д. / 18,43266° с. ш. 77,44137° в. д. | 1092590,381 | 4353959,256 | -2574,438     | 8,038          | 2813,783       | рейс №18 (292)                |
| 9_82 | 328 | 21.1.2022  | 18°25′57″ с. ш. 77°26′29″ в. д. / 18,4326° с. ш. 77,44141° в. д.  | 1092586,931 | 4353961,386 | -2574,295     | 4,345          | 2818,128       |                               |
| 9_178 | 333 | 26.1.2022  | 18°25′57″ с. ш. 77°26′29″ в. д. / 18,43261° с. ш. 77,44135° в. д. | 1092587,138 | 4353957,824 | -2574,261     | 13,506         | 2831,634       |                               |
| 9_276 | 335 | 28.1.2022  | 18°25′57″ с. ш. 77°26′29″ в. д. / 18,43261° с. ш. 77,44131° в. д. | 1092587,327 | 4353955,939 | -2574,225     | 9,005          | 2840,639       |                               |
| 9_1554 | 340 | 2.2.2022   | 18°25′51″ с. ш. 77°26′35″ в. д. / 18,43071° с. ш. 77,44319° в. д. | 1092474,929 | 4354061,217 | -2574,644     | 237,777        | 3078,416       |                               |
| 9_2818 | 341 | 3.2.2022   | 18°25′47″ с. ш. 77°26′48″ в. д. / 18,42977° с. ш. 77,44675° в. д. | 1092419,055 | 4354261,48  | -2580,704     | 240,73         | 3319,146       |                               |
| 9_2858 | 342 | 4.2.2022   | 18°25′47″ с. ш. 77°26′49″ в. д. / 18,42968° с. ш. 77,44695° в. д. | 1092413,606 | 4354272,96  | -2581,134     | 12,812         | 3331,958       |                               |
| 9_2982 | 343 | 5.2.2022   | 18°25′46″ с. ш. 77°26′49″ в. д. / 18,42946° с. ш. 77,44704° в. д. | 1092400,408 | 4354277,861 | -2579,959     | 19,242         | 3351,2         | рейс №19 (345)                |
| 9_3478 | 351 | 14.2.2022  | 18°25′44″ с. ш. 77°26′54″ в. д. / 18,42898° с. ш. 77,44841° в. д. | 1092371,938 | 4354354,807 | -2584,674     | 92,398         | 3443,598       |                               |
| 9_5156 | 351 | 14.2.2022  | 18°25′45″ с. ш. 77°27′08″ в. д. / 18,42921° с. ш. 77,45236° в. д. | 1092385,777 | 4354577,125 | -2585,345     | 313,832        | 3757,43        |                               |
| 9_5676 | 352 | 15.2.2022  | 18°25′49″ с. ш. 77°27′08″ в. д. / 18,43021° с. ш. 77,45231° в. д. | 1092445,356 | 4354573,996 | -2581,982     | 82,352         | 3839,782       |                               |
| 9_6884 | 353 | 16.2.2022  | 18°25′58″ с. ш. 77°27′08″ в. д. / 18,43285° с. ш. 77,45211° в. д. | 1092601,769 | 4354563,063 | -2575,001     | 212,419        | 4052,201       |                               |
| 9_7894 | 354 | 17.2.2022  | 18°26′09″ с. ш. 77°27′06″ в. д. / 18,43593° с. ш. 77,45178° в. д. | 1092783,97  | 4354544,138 | -2570,813     | 186,748        | 4238,949       |                               |
| 9_9314 | 355 | 18.2.2022  | 18°26′24″ с. ш. 77°27′05″ в. д. / 18,44009° с. ш. 77,45146° в. д. | 1093030,646 | 4354526,532 | -2569,76      | 267,688        | 4506,637       |                               |
| 10_0 | 359 | 22.2.2022  | 18°26′26″ с. ш. 77°27′07″ в. д. / 18,44069° с. ш. 77,45189° в. д. | 1093066,315 | 4354550,697 | -2569,719     | 43,795         | 4550,432       |                               |
| 10_1114 | 360 | 23.2.2022  | 18°26′38″ с. ш. 77°27′08″ в. д. / 18,44386° с. ш. 77,45217° в. д. | 1093253,994 | 4354566,324 | -2569,222     | 204,68         | 4755,112       |                               |
| 11_0 | 361 | 24.2.2022  | 18°26′38″ с. ш. 77°27′09″ в. д. / 18,44389° с. ш. 77,45244° в. д. | 1093256,238 | 4354581,348 | -2568,722     | 19,461         | 4774,573       |                               |
| 11_108 | 362 | 25.2.2022  | 18°26′38″ с. ш. 77°27′09″ в. д. / 18,4439° с. ш. 77,45243° в. д.  | 1093256,69  | 4354581,159 | -2568,722     | 9,392          | 4783,965       | рейс №20 (364) рейс №21 (375) |
| 11_1110 | 379 | 14.3.2022  | 18°26′46″ с. ш. 77°27′05″ в. д. / 18,44623° с. ш. 77,45147° в. д. | 1093394,577 | 4354527,135 | -2568,834     | 198,829        | 4982,794       |                               |
| 12_0 | 381 | 16.3.2022  | 18°26′56″ с. ш. 77°27′16″ в. д. / 18,449° с. ш. 77,45432° в. д.   | 1093558,666 | 4354687,436 | -2569,756     | 252,122        | 5234,916       |                               |
| 13_0 | 382 | 18.3.2022  | 18°27′04″ с. ш. 77°27′32″ в. д. / 18,4512° с. ш. 77,45894° в. д.  | 1093689,291 | 4354946,946 | -2571,202     | 293,602        | 5528,518       |                               |
| 13_1280 | 383 | 19.3.2022  | 18°27′13″ с. ш. 77°27′43″ в. д. / 18,45367° с. ш. 77,46186° в. д. | 1093835,787 | 4355111,055 | -2570,644     | 233,499        | 5762,017       | рейс №22 (384)                |
| 13_2448 | 384 | 20.3.2022  | 18°27′25″ с. ш. 77°27′43″ в. д. / 18,45707° с. ш. 77,46201° в. д. | 1094037,232 | 4355119,255 | -2568,77      | 209,919        | 5971,936       |                               |
| 14_0 | 385 | 21.3.2022  | 18°27′26″ с. ш. 77°27′43″ в. д. / 18,45729° с. ш. 77,46194° в. д. | 1094050,24  | 4355115,428 | -2568,821     | 13,762         | 5985,698       |                               |
| 14_1176 | 386 | 22.3.2022  | 18°27′39″ с. ш. 77°27′47″ в. д. / 18,46079° с. ш. 77,46313° в. д. | 1094257,826 | 4355182,666 | -2567,888     | 234,895        | 6220,593       |                               |
| 15_0 | 387 | 23.3.2022  | 18°27′52″ с. ш. 77°27′42″ в. д. / 18,46448° с. ш. 77,46158° в. д. | 1094476,228 | 4355095,315 | -2567,741     | 259,686        | 6480,279       | рейс №23 (388)                |
| 15_1334 | 388 | 24.3.2022  | 18°28′02″ с. ш. 77°27′30″ в. д. / 18,4672° с. ш. 77,45835° в. д.  | 1094637,585 | 4354913,826 | -2564,694     | 254,402        | 6734,681       |                               |
| 16_0 | 389 | 25.3.2022  | 18°28′06″ с. ш. 77°27′16″ в. д. / 18,4683° с. ш. 77,45444° в. д.  | 1094702,731 | 4354693,996 | -2563,19      | 239,974        | 6974,655       |                               |
| 17_0 | 394 | 30.3.2022  | 18°28′06″ с. ш. 77°27′08″ в. д. / 18,46821° с. ш. 77,45216° в. д. | 1094697,453 | 4354565,589 | -2562,117     | 129,684        | 7104,339       |                               |
| 17_1064 | 395 | 31.3.2022  | 18°28′04″ с. ш. 77°26′55″ в. д. / 18,46785° с. ш. 77,44869° в. д. | 1094675,926 | 4354370,905 | -2556,352     | 197,831        | 7302,17        |                               |
| 18_0 | 396 | 1.4.2022   | 18°28′03″ с. ш. 77°26′45″ в. д. / 18,46737° с. ш. 77,44595° в. д. | 1094647,802 | 4354216,711 | -2557,743     | 158,277        | 7460,447       |                               |
| 18_320 | 397 | 2.4.2022   | 18°28′00″ с. ш. 77°26′43″ в. д. / 18,46679° с. ш. 77,44515° в. д. | 1094613,231 | 4354171,735 | -2557,784     | 66,696         | 7527,143       | рейс №24 (398)                |
| 18_1622 | 398 | 3.4.2022   | 18°27′56″ с. ш. 77°26′33″ в. д. / 18,46558° с. ш. 77,4425° в. д.  | 1094541,902 | 4354022,819 | -2558,496     | 230,371        | 7757,514       |                               |
| 19_0 | 399 | 4.4.2022   | 18°27′51″ с. ш. 77°26′21″ в. д. / 18,46406° с. ш. 77,43907° в. д. | 1094451,459 | 4353829,982 | -2556,991     | 214,495        | 7972,009       |                               |
| 19_1126 | 400 | 5.4.2022   | 18°27′43″ с. ш. 77°26′10″ в. д. / 18,46194° с. ш. 77,43611° в. д. | 1094326,122 | 4353663,102 | -2555,174     | 212,767        | 8184,776       |                               |
| 19_2066 | 401 | 6.4.2022   | 18°27′42″ с. ш. 77°25′59″ в. д. / 18,4616° с. ш. 77,43298° в. д.  | 1094305,518 | 4353487,249 | -2551,927     | 179,959        | 8364,735       |                               |
| 20_0 | 402 | 7.4.2022   | 18°27′38″ с. ш. 77°25′48″ в. д. / 18,46062° с. ш. 77,43° в. д.    | 1094247,42  | 4353319,672 | -2552,059     | 180,355        | 8545,09        | рейс №25 (403)                |
| 20_1422 | 404 | 9.4.2022   | 18°27′34″ с. ш. 77°25′33″ в. д. / 18,45932° с. ш. 77,42576° в. д. | 1094170,509 | 4353081,256 | -2547,731     | 256,546        | 8801,636       |                               |
| 21_0 | 405 | 10.4.2022  | 18°27′25″ с. ш. 77°25′18″ в. д. / 18,45708° с. ш. 77,42178° в. д. | 1094037,722 | 4352857,825 | -2549,868     | 264,983        | 9066,619       |                               |
| 21_1126 | 407 | 12.4.2022  | 18°27′19″ с. ш. 77°25′07″ в. д. / 18,4554° с. ш. 77,41858° в. д.  | 1093937,962 | 4352677,976 | -2551,551     | 206,774        | 9273,393       |                               |
| 21_2560 | 408 | 13.4.2022  | 18°27′14″ с. ш. 77°24′51″ в. д. / 18,45383° с. ш. 77,41414° в. д. | 1093845,364 | 4352427,892 | -2549,271     | 270,267        | 9543,66        |                               |
| 22_0 | 409 | 14.4.2022  | 18°27′14″ с. ш. 77°24′38″ в. д. / 18,45395° с. ш. 77,41042° в. д. | 1093852,075 | 4352218,939 | -2545,601     | 214,269        | 9757,929       |                               |
| 22_788 | 413 | 19.4.2022  | 18°27′11″ с. ш. 77°24′31″ в. д. / 18,45316° с. ш. 77,40856° в. д. | 1093805,248 | 4352114,66  | -2545,275     | 152,554        | 9910,483       | рейс №26 (414)                |
| 23_0 | 414 | 20.4.2022  | 18°27′07″ с. ш. 77°24′22″ в. д. / 18,45194° с. ш. 77,40605° в. д. | 1093733,31  | 4351973,284 | -2544,79      | 161,88         | 10072,363      |                               |
| 23_824 | 415 | 21.4.2022  | 18°26′58″ с. ш. 77°24′19″ в. д. / 18,44941° с. ш. 77,40519° в. д. | 1093582,91  | 4351924,726 | -2540,278     | 169,655        | 10242,018      |                               |
| 23_1180 | 416 | 22.4.2022  | 18°26′54″ с. ш. 77°24′17″ в. д. / 18,44831° с. ш. 77,40483° в. д. | 1093517,757 | 4351904,519 | -2534,681     | 69,875         | 10311,893      | рейс №27 (418)                |
| 23_2096 | 418 | 24.4.2022  | 18°26′56″ с. ш. 77°24′08″ в. д. / 18,44894° с. ш. 77,4021° в. д.  | 1093555,348 | 4351751,38  | -2523,862     | 163,377        | 10475,27       |                               |
| 23_2532 | 419 | 25.4.2022  | 18°26′56″ с. ш. 77°24′06″ в. д. / 18,44879° с. ш. 77,40164° в. д. | 1093546,337 | 4351725,461 | -2520,911     | 51,48          | 10526,75       |                               |
| 23_2872 | 420 | 26.4.2022  | 18°26′59″ с. ш. 77°24′05″ в. д. / 18,44982° с. ш. 77,40136° в. д. | 1093607,795 | 4351709,797 | -2523,072     | 65,977         | 10592,727      |                               |
| 23_3142 | 421 | 27.4.2022  | 18°27′02″ с. ш. 77°24′05″ в. д. / 18,4505° с. ш. 77,40144° в. д.  | 1093647,572 | 4351714,057 | -2526,4       | 42,334         | 10635,061      |                               |
| 24_0 | 422 | 28.4.2022  | 18°27′02″ с. ш. 77°24′05″ в. д. / 18,45057° с. ш. 77,40142° в. д. | 1093651,738 | 4351713,115 | -2526,465     | 5,27           | 10640,331      | рейс №28 (423)                |
| 24_902 | 426 | 2.5.2022   | 18°27′01″ с. ш. 77°24′12″ в. д. / 18,45018° с. ш. 77,40344° в. д. | 1093628,645 | 4351826,423 | -2534,617     | 145,466        | 10785,797      |                               |
| 24_1328 | 427 | 3.5.2022   | 18°27′00″ с. ш. 77°24′16″ в. д. / 18,45° с. ш. 77,4045° в. д.     | 1093618,088 | 4351886,083 | -2539,1       | 74,408         | 10860,205      |                               |
| 24_1970 | 428 | 5.5.2022   | 18°27′06″ с. ш. 77°24′19″ в. д. / 18,45153° с. ш. 77,40529° в. д. | 1093708,916 | 4351930,815 | -2543,985     | 121,716        | 10981,922      |                               |
| 24_1992 | 430 | 7.5.2022   | 18°27′06″ с. ш. 77°24′19″ в. д. / 18,45153° с. ш. 77,40529° в. д. | 1093708,991 | 4351930,815 | -2543,985     | 0,091          | 10982,012      |                               |
| 24_2770 | 432 | 9.5.2022   | 18°27′10″ с. ш. 77°24′27″ в. д. / 18,45287° с. ш. 77,40753° в. д. | 1093788,112 | 4352056,62  | -2545,051     | 168,603        | 11150,615      |                               |
| 24_3170 | 433 | 10.5.2022  | 18°27′13″ с. ш. 77°24′30″ в. д. / 18,45365° с. ш. 77,40844° в. д. | 1093834,468 | 4352107,421 | -2545,057     | 85,31          | 11235,925      |                               |
| 24_3290 | 434 | 11.5.2022  | 18°27′15″ с. ш. 77°24′31″ в. д. / 18,45411° с. ш. 77,40852° в. д. | 1093861,576 | 4352112,36  | -2544,689     | 28,639         | 11264,564      |                               |
| 24_3900 | 436 | 13.5.2022  | 18°27′22″ с. ш. 77°24′30″ в. д. / 18,45598° с. ш. 77,40846° в. д. | 1093972,686 | 4352109,042 | -2543,232     | 111,503        | 11376,067      |                               |
| 24_4232 | 437 | 14.5.2022  | 18°27′26″ с. ш. 77°24′32″ в. д. / 18,4571° с. ш. 77,40875° в. д.  | 1094039,117 | 4352124,876 | -2539,995     | 69,793         | 11445,86       |                               |
| 24_4358 | 439 | 16.5.2022  | 18°27′27″ с. ш. 77°24′32″ в. д. / 18,45739° с. ш. 77,40888° в. д. | 1094056,159 | 4352132,454 | -2538,755     | 19,776         | 11465,636      |                               |
| 25_0 | 441 | 18.5.2022  | 18°27′28″ с. ш. 77°24′31″ в. д. / 18,45766° с. ш. 77,40858° в. д. | 1094072,295 | 4352115,527 | -2535,63      | 36,114         | 11501,749      |                               |
| 25_214 | 443 | 20.5.2022  | 18°27′27″ с. ш. 77°24′27″ в. д. / 18,45753° с. ш. 77,40747° в. д. | 1094064,34  | 4352053,114 | -2535,996     | 66,566         | 11568,315      |                               |
| 25_446 | 448 | 25.5.2022  | 18°27′27″ с. ш. 77°24′23″ в. д. / 18,45745° с. ш. 77,40634° в. д. | 1094059,477 | 4351989,495 | -2535,58      | 68,033         | 11636,348      |                               |
| 26_0 | 449 | 25.5.2022  | 18°27′27″ с. ш. 77°24′23″ в. д. / 18,45751° с. ш. 77,4063° в. д.  | 1094063,303 | 4351987,44  | -2534,778     | 8,54           | 11644,888      |                               |
| 26_96 | 455 | 1.6.2022   | 18°27′28″ с. ш. 77°24′23″ в. д. / 18,45789° с. ш. 77,40628° в. д. | 1094085,868 | 4351986,064 | -2530,027     | 23,542         | 11668,43       |                               |
| 26_218 | 456 | 2.6.2022   | 18°27′29″ с. ш. 77°24′23″ в. д. / 18,45802° с. ш. 77,4065° в. д.  | 1094093,371 | 4351998,468 | -2527,392     | 19,76          | 11688,19       |                               |
| 26_470 | 460 | 6.6.2022   | 18°27′31″ с. ш. 77°24′22″ в. д. / 18,45851° с. ш. 77,40609° в. д. | 1094122,854 | 4351975,697 | -2524,211     | 40,822         | 11729,012      |                               |
| 26_630 | 461 | 7.6.2022   | 18°27′31″ с. ш. 77°24′22″ в. д. / 18,45869° с. ш. 77,40614° в. д. | 1094133,373 | 4351978,618 | -2523,304     | 17,596         | 11746,608      | рейс №29 (465)                |
| 26_756 | 464 | 10.6.2022  | 18°27′32″ с. ш. 77°24′22″ в. д. / 18,45879° с. ш. 77,40601° в. д. | 1094139,405 | 4351971,21  | -2522,083     | 16,224         | 11762,832      |                               |
| 26_850 | 474 | 20.6.2022  | 18°27′32″ с. ш. 77°24′22″ в. д. / 18,45886° с. ш. 77,4061° в. д.  | 1094143,1   | 4351976,111 | -2521,591     | 15,827         | 11778,659      |                               |
| 26_1004 | 477 | 23.6.2022  | 18°27′32″ с. ш. 77°24′22″ в. д. / 18,4589° с. ш. 77,40617° в. д.  | 1094145,437 | 4351979,919 | -2520,853     | 12,284         | 11790,943      |                               |
| 26_1154 | 501 | 18.7.2022  | 18°27′31″ с. ш. 77°24′21″ в. д. / 18,45869° с. ш. 77,40595° в. д. | 1094133,561 | 4351967,78  | -2522,828     | 19,403         | 11810,346      |                               |
| 26_1222 | 502 | 19.7.2022  | 18°27′31″ с. ш. 77°24′21″ в. д. / 18,45865° с. ш. 77,40592° в. д. | 1094130,734 | 4351966,272 | -2523,168     | 3,839          | 11814,185      | рейс №30 (533)                |
| 26_1652 | 535 | 22.8.2022  | 18°27′30″ с. ш. 77°24′26″ в. д. / 18,45835° с. ш. 77,40733° в. д. | 1094113,127 | 4352045,14  | -2525,521     | 85,14          | 11899,325      |                               |
| 26_2018 | 536 | 23.8.2022  | 18°27′30″ с. ш. 77°24′31″ в. д. / 18,45822° с. ш. 77,40858° в. д. | 1094105,172 | 4352115,338 | -2526,466     | 73,116         | 11972,441      |                               |
| 26_2142 | 537 | 24.8.2022  | 18°27′30″ с. ш. 77°24′32″ в. д. / 18,45821° с. ш. 77,40885° в. д. | 1094104,832 | 4352130,645 | -2526,743     | 15,535         | 11987,976      |                               |
| 26_2548 | 538 | 25.8.2022  | 18°27′25″ с. ш. 77°24′31″ в. д. / 18,45683° с. ш. 77,40865° в. д. | 1094022,905 | 4352119,561 | -2540,949     | 91,54          | 12079,516      |                               |
| 26_3008 | 539 | 26.8.2022  | 18°27′19″ с. ш. 77°24′28″ в. д. / 18,45532° с. ш. 77,40791° в. д. | 1093933,438 | 4352077,827 | -2543,647     | 99,419         | 12178,935      |                               |
| 26_3482 | 541 | 28.8.2022  | 18°27′14″ с. ш. 77°24′25″ в. д. / 18,45381° с. ш. 77,4069° в. д.  | 1093843,818 | 4352020,862 | -2543,398     | 106,718        | 12285,652      |                               |
| 26_4200 | 542 | 29.8.2022  | 18°27′07″ с. ш. 77°24′20″ в. д. / 18,45193° с. ш. 77,40568° в. д. | 1093732,292 | 4351952,624 | -2544,453     | 133,673        | 12419,325      |                               |
| 26_5150 | 543 | 30.8.2022  | 18°27′01″ с. ш. 77°24′18″ в. д. / 18,45028° с. ш. 77,40491° в. д. | 1093634,489 | 4351909,269 | -2541,164     | 142,964        | 12562,289      |                               |
| 26_5214 | 548 | 4.9.2022   | 18°27′00″ с. ш. 77°24′17″ в. д. / 18,45009° с. ш. 77,40477° в. д. | 1093623,536 | 4351901,503 | -2540,098     | 15,772         | 12578,061      | рейс №31 (550)                |
| 26_5226 | 551 | 7.9.2022   | 18°27′00″ с. ш. 77°24′17″ в. д. / 18,45009° с. ш. 77,40476° в. д. | 1093623,555 | 4351901,05  | -2540,002     | 0,453          | 12578,514      |                               |
| 27_0 | 555 | 11.9.2022  | 18°27′01″ с. ш. 77°24′06″ в. д. / 18,45032° с. ш. 77,4018° в. д.  | 1093637,354 | 4351734,34  | -2527,365     | 219,903        | 12798,417      |                               |
| 27_230 | 556 | 12.9.2022  | 18°27′03″ с. ш. 77°24′05″ в. д. / 18,45075° с. ш. 77,4015° в. д.  | 1093662,918 | 4351717,375 | -2526,709     | 44,618         | 12843,034      |                               |
| 28_0 | 557 | 13.9.2022  | 18°27′03″ с. ш. 77°24′05″ в. д. / 18,45074° с. ш. 77,40144° в. д. | 1093662,239 | 4351714,283 | -2526,519     | 6,418          | 12849,452      | рейс №32 (561)                |
| 29_0 | 565 | 22.9.2022  | 18°27′03″ с. ш. 77°24′05″ в. д. / 18,45073° с. ш. 77,40144° в. д. | 1093661,221 | 4351714,133 | -2526,525     | 0,052          | 12849,504      | рейс №33 (567)                |
| 29_144 | 592 | 19.10.2022 | 18°27′03″ с. ш. 77°24′05″ в. д. / 18,45073° с. ш. 77,40144° в. д. | 1093698,849 | 4351707,969 | -2525,381     | 40             | 12889,504      |                               |
| 30_0 | 593 | 20.10.2022 | 18°27′03″ с. ш. 77°24′05″ в. д. / 18,45073° с. ш. 77,40144° в. д. | 1093697,002 | 4351703,878 | -2525,285     | 5,278          | 12894,782      |                               |
| 30_1096 | 606 | 3.11.2022  | 18°27′13″ с. ш. 77°23′57″ в. д. / 18,45353° с. ш. 77,39915° в. д. | 1093827,53  | 4351585,198 | -2517,544     | 208,509        | 13103,291      |                               |
| 30_1172 | 609 | 6.11.2022  | 18°27′13″ с. ш. 77°23′57″ в. д. / 18,45364° с. ш. 77,39915° в. д. | 1093834,166 | 4351585,575 | -2517,295     | 12,207         | 13115,498      | рейс №34 (625)                |
| 30_2188 | 629 | 27.11.2022 |                                                                   |             |             |               |                |                |                               |

Источник: Where is the rover? (англ.) (json). mars.nasa.gov.

Дата последней сверки с источником: 28.11.2022.
Комментарии
1. ↑  Первый в истории неуправляемый полёт в атмосфере другой планеты совершил в 1985 году аэростатный зонд советской межпланетной станции «Вега-1» на Венере
2. ↑  англ. class D technology demonstration concept, сокращённо technology demo
3. ↑  UPI называет 80 млн[24].
4. ↑  англ. operations demo
5. ↑  Формулировка «на неопределённый срок» из сообщения AFP в сентябре 2021 года[27] позже была дезавуирована.
6. ↑  Ср.: Heading Estimation via Sun Sensing for Autonomous Navigation Архивная копия от 21 февраля 2021 на Wayback Machine
7. ↑  Due to the low accuracy inherent in MEMS-based IMUs, however, additional navigation aids are needed to bound the growth in the navigation errors
8. ↑  Nonetheless, no absolute reference for horizontal position and yaw angle is available, and these estimates are subject to long-term drift. Therefore, shortly before touchdown at the end of each ﬂight, a navigation camera image is stored for later transmission on Earth, so that an absolute position and heading ﬁx can be obtained by comparison to the known terrain
9. ↑  См. определение COTS в статье 2.101 48-й книги Свода федеральных нормативных актов США.
10. ↑  В русском языке слово «датчик» обозначает конструктивно обособленное устройство, содержащее один или несколько первичных измерительных преобразователей. Это понятие соответствует англ. sensor лишь отчасти, так как к «сенсорам» в современной зарубежной технической литературе также относят и электронную оптику. В документации по Ingenuity места размещения данной аппаратуры также называются англ. Sensor Assembly.
11. ↑  Некоторые сотрудники НАСА могут использовать известный из музыки термин «каденция» (англ. cadence) в значении «ритм, темп», а иногда и «интервал».
12. ↑  На последних 80 метрах пути, уже над грядами Артуби курс отклонился на −30°
13. ↑  варианты перевода «raised». Дата обращения: 25 августа 2021.
14. ↑  Назван «Сейтах-юг» (с опечаткой „South Seitha“), но поскольку к этому времени Perseverance уже зашёл в Южный Сейтах, подразумеваются «Рельефные гряды», „Raised Ridges“
15. ↑  «Ken Farley, who heads Perseverance's science team, explained how photos taken by Ingenuty during its 12th flight showed that a region dubbed South Seitha was of less interest than scientists had hoped. As a result, the rover might not be sent there».